# Orden und Ehrenzeichen

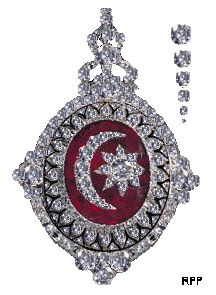
Der Hilâl Nişanı (Orden des halben Mondes) gilt als Vorläufer u. a. des türkischen Auszeichnungswesens. 1799 belohnte Sultan Selim III. den britischen Admiral Horatio Nelson mit dieser im Osmanischen Reich bis dahin ungebräuchlichen Form der Auszeichnung. Die Dekoration ist europäischen Orden nachempfunden, jedoch wurde deren christliche Symbolik den osmanischen Verhältnissen angepasst.

Orden und Ehrenzeichen sind Auszeichnungen in Form tragbarer Abzeichen, die von staatlichen oder staatlich autorisierten Stellen als Belohnung für geleistete Dienste oder vorbildliches Verhalten verliehen werden, sowie um sich die Loyalität der auszuzeichnenden Person zu sichern. Orden und Ehrenzeichen besitzen politischen Charakter, als Staatssymbole stehen sie unter dem besonderen Schutz des Staates, sie dienen seiner Selbstdarstellung und transportieren dessen Werte. Die zumeist öffentlich und in feierlichem Rahmen vorgenommene Ehrung durch Orden, Ehrenzeichen oder Preise ist ein Akt der Wertsetzung und Wertpflege innerhalb der jeweiligen Gesellschaft, wobei die Werte zunächst bei der Stiftung und nochmals bei der konkreten Verleihung expliziert werden.
Frühe Formen geordneter Systeme tragbarer Auszeichnungen existierten bereits in der Antike, sie haben jedoch den Zusammenbruch des Imperium Romanum nicht überdauert. Verdienstorden moderner Prägung gehen historisch auf die christlichen und weltlichen Ritterorden des Hochmittelalters zurück. Die Aufnahme in einen Ritterorden setzte adlige Geburt voraus oder war mit einer Erhebung in den Adelsstand verbunden („Ritterschlag“). Haus- und Hoforden werden zu den Ritterorden gezählt und stellen, zusammen mit den frühen Verdienstorden, Übergangsformen dar, bei denen die ritterliche Gemeinschaft allmählich in den Hintergrund trat und schließlich nur noch ideell bestand, um mit dem Ende der Monarchien gänzlich zu verschwinden. Viele ehemalige Hausorden nahmen im Laufe der Zeit den Charakter von Verdienstorden an, beziehungsweise wurden in Verdienstorden umgewandelt. Als Urbild des mittelalterlichen Ritterordens und als Vorbild für die sich daraus entwickelnden modernen Verdienstorden gelten der heute noch bestehende englische Hosenbandorden beziehungsweise Orden vom Goldenen Vlies.
Die Französische Revolution, Gründung der Ehrenlegion und Befreiungskriege, zogen einen nachhaltigen Wandel des europäischen und internationalen Auszeichnungswesens nach sich. Dieser Prozess beeinflusste bestehende Orden, inspirierte Neustiftungen, und führte schließlich zur Entstehung moderner Verdienstorden sowie der Ehrenzeichen.
Die Unterscheidung zwischen „Orden“ und „Ehrenzeichen“ ist heute meist nur noch nomenklatorischer Natur. In der Vergangenheit standen jedoch Orden im eigentlichen Sinne nur Adeligen oder höheren Beamten und Offizieren offen. Ehrenzeichen (in Deutschland häufig als „Kreuze“ oder „Medaillen“ ausgegeben) waren dagegen für jedermann bestimmt oder aber ausschließlich für niedere Beamte, Unteroffiziere und/oder Mannschaften usw. Die Träger von Orden wurden meist „Ritter“ genannt, jene von Ehrenzeichen „Inhaber“. Heute ist diese Unterscheidung obsolet, mit wenigen Ausnahmen, wie die geistlichen Ritterorden oder die Ritterorden der Monarchien, v. a. Spanien oder England, deren Aufnahme oft (aber nicht immer) mit einer Erhebung in den Adelsstand (vgl. etwa den Titel Sir) verbunden sind.

## Allgemein

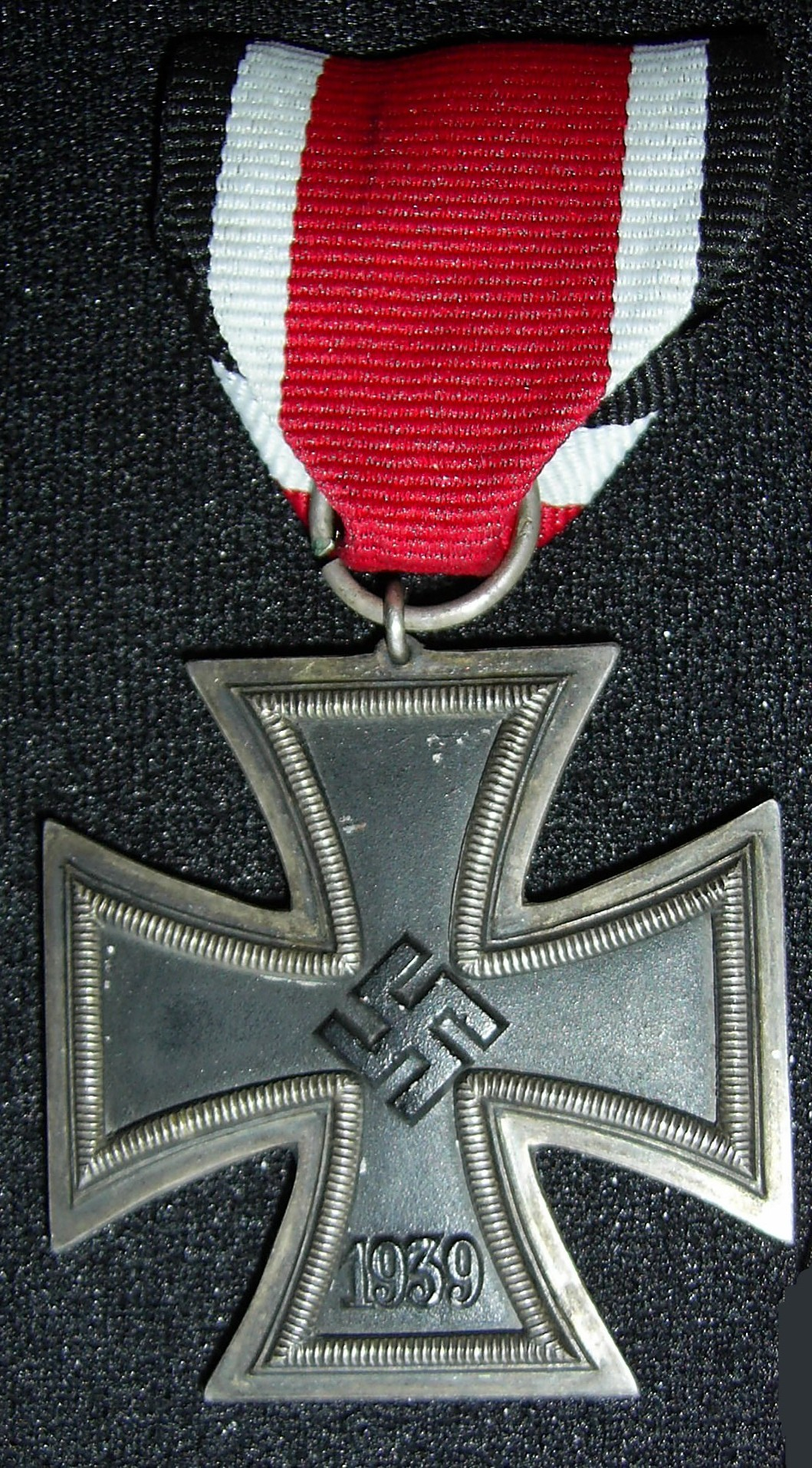
Heute: Verfassungsfeindliches Propagandamittel.
Am 1. September 1939, dem Tag des Überfalls auf Polen, erneuerte Adolf Hitler das Eiserne Kreuz und machte das ehemals preußische Ehrenzeichen zu einem nationalsozialistischen Kriegsorden. Dabei profitierte er vom hohen moralischen und symbolischen Wert der traditionsreichen Auszeichnung.

Orden und Ehrenzeichen sind zum Tragen bestimmte Auszeichnungen, die den Beliehenen öffentlich kenntlich machen. Als Ehrenzeichen werden alle sichtbar zu tragenden Auszeichnungen bezeichnet, die nicht ausdrücklich Orden genannt werden. Der Unterschied zwischen Orden und Ehrenzeichen besteht heute überwiegend in der Benennung und wurzelt in den Ehrvorstellungen des späten 18. und 19. Jahrhunderts. In der modernen Phaleristik werden als Orden die höheren, und als Ehrenzeichen die niederen Verdienstauszeichnungen bezeichnet; ursprünglich war es üblich, dass Orden nur an Adlige und Offiziere, seltener auch an Bürgerliche, verliehen wurden. Ehrenzeichen konnten dagegen entweder klassenübergreifend erworben werden (bspw. Hanseatenkreuz, Lebensrettungsmedaille) oder nur von jenen, die aufgrund ihrer sozialen Herkunft (etwa Nicht-Adelige) oder wegen ihrer beruflich-gesellschaftlichen Stellung (bspw. Nicht-Offiziere) für höhere Auszeichnungen nicht in Frage kamen. Beispielsweise erhielten das preußische Goldene Militär-Verdienst-Kreuz nur Unteroffiziere und Mannschaften als höchste Tapferkeitsauszeichnung, nicht aber Offiziere; diesen war stattdessen der Pour le Mérite vorbehalten oder der sogenannte Hohenzollern-Orden. Die Inhaber eines Ordens wurden als Ritter bezeichnet, die eines Ehrenzeichens lediglich als Inhaber.
Heute ist diese Unterscheidung weitgehend bedeutungslos, so werden die mit dem Verdienstorden der Bundesrepublik Deutschland („Bundesverdienstkreuz“) Beliehenen als Inhaber bezeichnet, obwohl es sich dabei ausdrücklich um einen Orden handelt. Anders als beispielsweise in Frankreich, wo die Mitglieder der Ehrenlegion nicht nur ein Anrecht auf einen Platz in einem Pariser Seniorenwohnheim besitzen, sondern auch formell einer Körperschaft angehören, existiert in Deutschland keine staatlich organisierte oder geförderte Vereinigung von Inhabern des Bundesverdienstkreuzes, weil der damit verbundene bürokratische Aufwand als unvertretbar dem Steuerzahler gegenüber angesehen wird. Auch ist dessen Verleihung mit keinerlei Vergünstigungen, Titeln oder Rechten verbunden, außer dem Ehrenrecht zum Tragen der Dekoration in der Öffentlichkeit.
Neben Belobigungen, Dankschreiben, Geldprämien, Titeln, Sachpreisen und vielfältigen anderen Formen staatlicher oder gesellschaftlicher Auszeichnung, werden in fast allen Staaten der Erde auch Orden und Ehrenzeichen als Zeichen einer besonderen öffentlichen Ehrung verliehen. Eine Ausnahme bildet die Schweiz, die keine Ordenstradition besitzt, selbst keine Orden verleiht, und allen Mitgliedern der Bundesbehörden, der kantonalen Regierungen und Parlamente sowie allen Angehörigen der Armee die Annahme ausländischer Orden und Titel verbietet. Vom 12. September 1848 an, als die Schweiz vom Staatenbund zum Bundesstaat geeint wurde, bis zum 1. Januar 2000 wurde das Verbot durch Art. 12 der Schweizer Bundesverfassung(en) festgeschrieben, seit dem 1. Februar 2001 wird es auf Gesetzesstufe geregelt. Auch die Weimarer Reichsverfassung enthielt in Art. 109 Abs. 4 ein staatliches Ordensverleihungs- sowie ein Ordensannahmeverbot. Derartige verfassungsrechtlich verankerte Verbote zeigen die enge Verknüpfung von Staatlichkeit und Ordensverleihung, gerade staatliche Auszeichnungen besitzen politischen Charakter.
Eine Auszeichnung ist in erster Linie symbolischer Natur, sie bezweckt Anerkennung, Lob und Belohnung der auszuzeichnenden Person. Sie soll sowohl den Geehrten als auch die Allgemeinheit motivieren, ihr Handeln auch in Zukunft den Zielen und Interessen des Stifters oder Verleihers dienstbar zu machen. Einige Auszeichnungen für besondere militärische, wissenschaftliche, künstlerische und andere Verdienste sind über den reinen Symbolcharakter hinaus auch mit materiellen Zuwendungen (Preisgeld, lebenslange Rente, „Ehrensold“ etc.) verbunden.
Aus Sicht der verleihenden Institution erfüllt der Geehrte eine Vorbildfunktion, welche sie durch die Ehrung öffentlich hervorzuheben sucht. Dabei macht sie sich das Bedürfnis der Menschen nach Anerkennung zunutze. Der Staatsrechtler Herbert Krüger führt den Sinn von Ehrungen auf die Theorie zurück, dass gleichberechtigt neben Befehl, Zwang und Strafe die Belohnung als Anregung und Förderung eines zwar erwünschten, aber nicht erzwingbaren Verhaltens der Bürger steht. Der Verleiher verbindet mit der Auszeichnung zumeist die Erwartung von Dankbarkeit, Ergebenheit oder wenigstens von Loyalität. Auszeichnungen können wieder aberkannt, bzw. entzogen werden, wenn der Geehrte die in ihn gesetzten Erwartungen nicht erfüllt, sich als illoyal erweist oder anderweitig seine Vorbildfunktion verliert.
Öffentliche Ehrungen sind eine Erscheinungsform der Ehrenerweise und gehören zur Staatspflege, beziehungsweise zur Selbstdarstellung des Staates (Krüger). Bei staatlichen Ehrenerweisen besteht die Anerkennung darin, dass der Geehrte allseits sichtbar aus der Masse der übrigen Bürger lobend herausgehoben wird. Die damit verbundene Wirkung geht in zwei Richtungen: Zum einen hebt die Ehrung die geehrte Person in der Öffentlichkeit heraus; zum anderen wirbt der Staat durch die Auszeichnung für sich selbst, indem er, für jedermann sichtbar, herausstellt, dass er als Hüter des allgemeinen Wohls Verdienste um ebendieses durch eine öffentliche Auszeichnung zu würdigen weiß. Das Ziel der Selbstdarstellung ist es, über das bloße Funktionieren hinaus auf eine Form und Ordnung der Tätigkeit Bedacht zu nehmen, die den objektiven geistigen Sinnzusammenhang, die leitende Idee, den verpflichtenden Auftrag oder das Legitimationsprinzip dieser staatlichen Tätigkeit herausstellt, öffentlich sichtbar macht und dadurch im eigentlichen Sinne darstellt.
Der Staat nutzt Symbole und Rituale vor allem zur Selbstdarstellung. Sie sind seit jeher eine nonverbale, allgemein verständliche Form politischer Kommunikation. Staatssymbole sind von herausragender Bedeutung für die Integration der Bürger in die Staatsgemeinschaft und für die Existenz des Gemeinwesens. Symbole und Rituale dienen der Identifikation der Bürger mit dem Staat, seinen Einrichtungen und Funktionsträgern, seinen Werten und seiner Politik. Die besondere Bedeutung staatlicher Symbole wird von Rechtsnormen oder von Verfassungsnormen untermauert, mit denen ein Staat sie pflegt und schützt.

## Geschichte und Erscheinungsformen

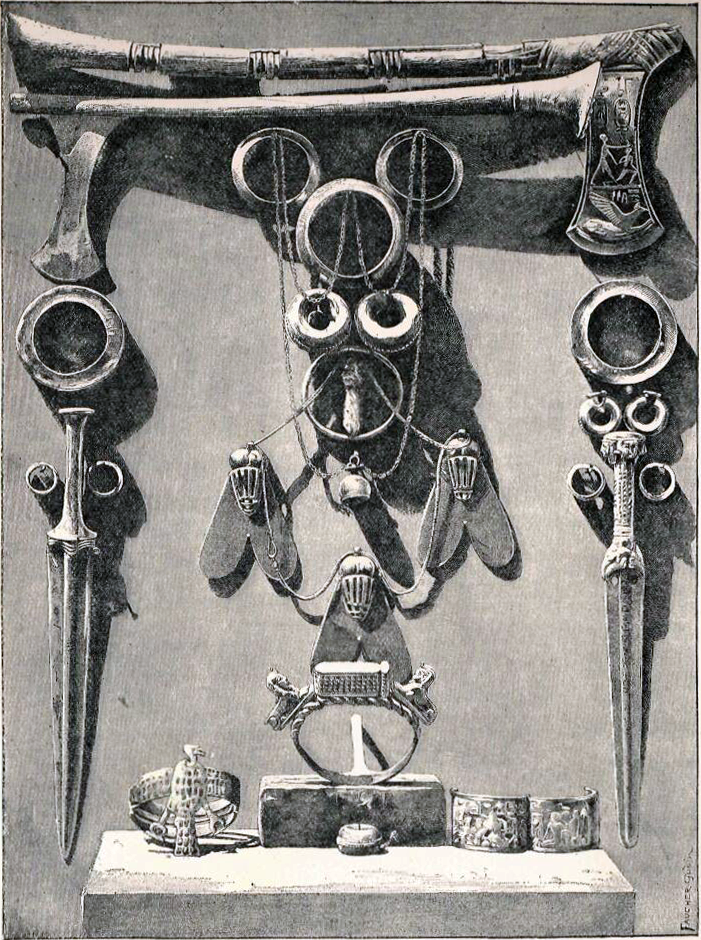
Grabbeigaben der Königin Ahhotep I.; die Kette mit den drei Fliegen, Gold der Tapferkeit, stellt eine frühe militärische Auszeichnung dar.

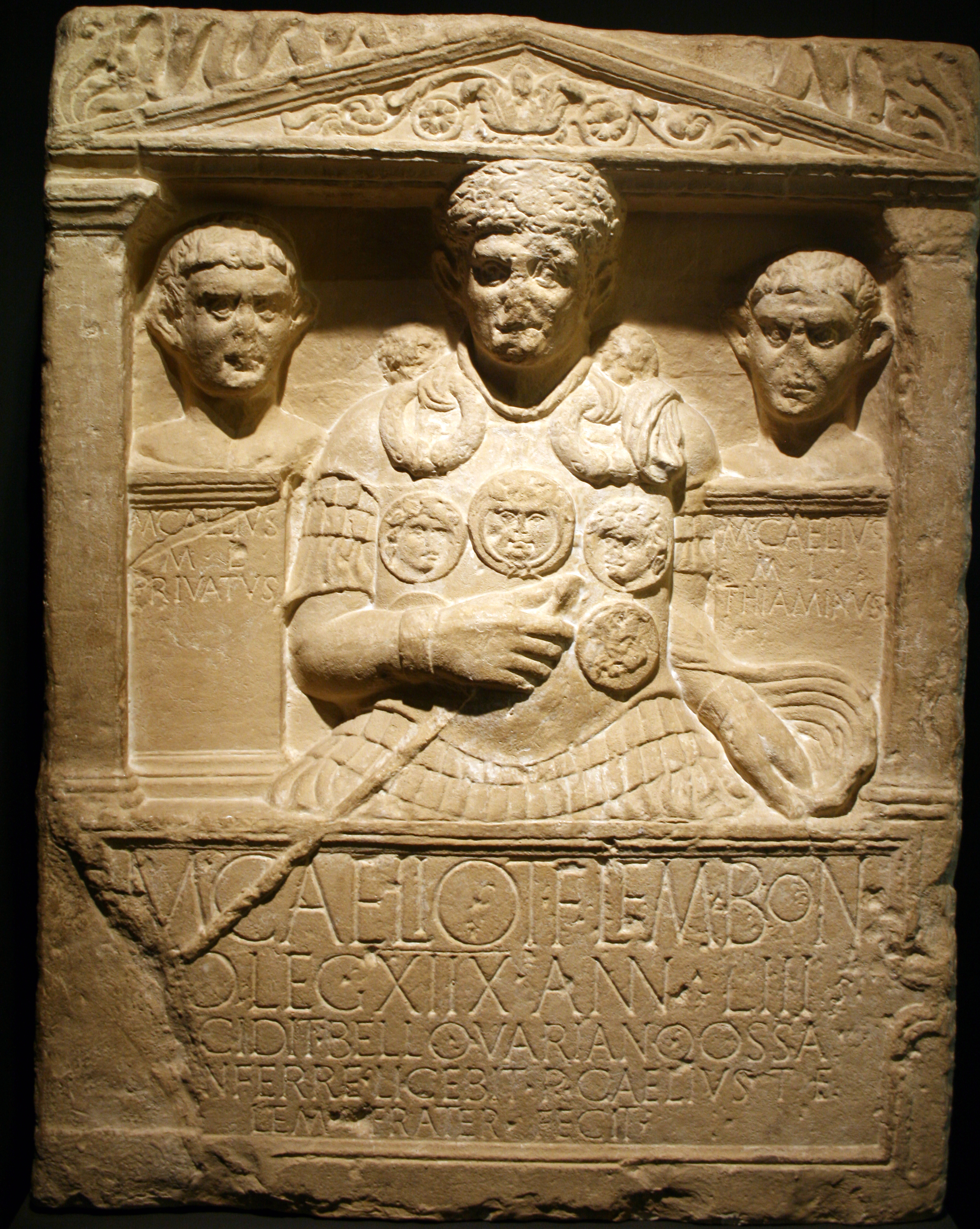
Das Epitaph des Marcus Caelius zeigt den Centurio im vollen Schmuck seiner Tapferkeitsauszeichnungen: Fünf Phalerae auf dem Brustpanzer, an Bändern von den Schultern herabhängend zwei Torques, Armillae an den Handgelenken und auf dem Kopf die Corona civica.

Lange bevor es Orden und Ehrenzeichen im modernen Sinne gab, bediente man sich in zahlreichen Kulturen tragbarer Dekorationen zur Auszeichnung und öffentlichen Kenntlichmachung verdienter Persönlichkeiten. Bereits in frühen Kulturen bestand das Bedürfnis, Lob oder Belohnung sichtbar zum Ausdruck zu bringen. Jäger und Nomaden schmückten sich nach erfolgreicher Jagd mit den Symbolen ihrer waidmännischen Erfolge wie Tierzähnen, Klauen, Federn oder Pelzen.
Aus dem Alten Reich Ägyptens ist der Brauch überliefert, an verdiente Beamte und Soldaten Gold zur Belohnung zu überreichen. Das Ehrengold wurde in Form verschiedener Schmuckstücke, beispielsweise Armreife, Halskragen oder Ketten, den Auszuzeichnenden vom Pharao übergeben. Im Neuen Reich finden sich in Privatgräbern des Öfteren bildliche Darstellungen öffentlicher Auszeichnungen, der Pharao steht dabei am Erscheinungsfenster und überreicht das Ehrengold an darunter stehende Beamte. Militärische Verdienste bewertete man anhand dem Feinde abgeschnittener Hände oder Geschlechtsteile, die im Anschluss an die Schlacht von Schreibern gezählt und in Listen eingetragen wurden. Die Überbringer der Trophäen belohnte man mit Waffen, Federn, Schmuck, Kriegsgefangenen, Kleidern oder Land. Hervorzuheben ist in diesem Zusammenhang eine Halskette mit drei goldenen Fliegen (Die Fliege stand für die soldatischen Tugenden Ausdauer und Hartnäckigkeit.) als Anhänger, das Gold der Tapferkeit (nbw n qn.t), das Heerführer und Offiziere als Gratifikation aus den Händen des Pharaos erhielten. Eine Vorstellung von der Vielfalt des damaligen Auszeichnungswesens vermitteln beispielsweise die autobiographischen Inschriften im Grab des Ahmose Pennechbet in el-Kab, die ausführliche Listen seiner Auszeichnungen enthalten.
Die Existenz geordneter staatlicher Systeme tragbarer Auszeichnungen für militärische Verdienste, verbunden mit Verleihungsbestimmungen nach Stand, Verdienst und Leistung, wird im überwiegenden Teil der phaleristischen Literatur seit der Antike als gesichert angesehen. Man nimmt an, dass sie sich aus der Praxis der institutionalisierten Verteilung der Kriegsbeute entwickelten. In Griechenland nannte man derartige Belohnungen ta phalara (τά φάλαρα; Brustschmuck, speziell für Pferde) und in Rom gleichlautend phalera. Davon abgeleitet ist die Bezeichnung Phaleristik für die Ordenskunde.

### Antike
Im Athen der Antike war es Brauch, Bürger für Schenkungen oder sonstige Verdienste um die Polis öffentlich zu dekorieren. Die Dekoration bestand ursprünglich aus Zweigen des Ölbaums, später wurden goldene Nachbildungen vergeben. Auch bei den Olympischen Spielen wurden nicht nur die Sieger der Wettkämpfe bekränzt, sondern zwischen den Wettkämpfen auch Bürger, die sich in irgendeiner Weise um das Gemeinwesen verdient gemacht haben, wobei „Bürger“ ausschließlich Männer waren. Darüber hinaus sind weitere öffentliche Ehrungen überliefert wie Ausrufungen, Festmähler im Prytaneion, Inschriften, Statuen und Hermen, sowie Gemälde und Heldendarstellungen.
Für militärische Verdienste wurden ta phalara vergeben, etwa handgroße Plaketten oder Schildchen in Kreis- oder Halbmondform. Sie bestanden aus Edelmetall oder Bronze und waren häufig mit einer Gold- oder Silberauflage versehen. Sie wurden ursprünglich an Riemen und Zaumzeug der Pferde befestigt, standen also ausschließlich der Reiterei zu. Später etablierten sich verkleinerte Ausführungen die am Brustpanzer getragen wurden. Fußsoldaten erhielten Ehrenwaffen in Form besonderer Lanzen und Schilde sowie Trinkschalen.
So alt wie diese Praxis öffentlicher Ehrungen ist auch die Kritik daran. Aristoteles befasste sich in seiner Politik mit der Frage, ob „denen, die etwas zum Vorteil des Staates getan haben eine Ehrenauszeichnung zu erteilen sei“ und kommt darin zu dem Schluss, dass ein solches Gesetz sich zwar gut anhöre, jedoch nicht erlassen werden solle, da es Neid und Verleumdung nach sich ziehe und über die Frage, was nützlich und was schädlich sei, zu Streit und Erschütterungen des Staates führen könne.
Deutlich komplexer war das Auszeichnungswesen der Römer. Mit ihren großräumigen Eroberungszügen waren sie weitaus stärker auf die disziplinierenden Funktionen eines militärischen Belohnungssystems (dona militaria) angewiesen als beispielsweise die Griechen. Während es zur Zeit der Republik noch vergleichsweise übersichtlich war, umfasste es zur Kaiserzeit mit ihrem großen stehenden Heer ein für die damalige Zeit sehr umfangreiches und differenziertes Sortiment an Auszeichnungen.
Es gab die von den Griechen übernommenen Phaleren, Medaillen die am Brustpanzer angebracht wurden, mit Bildnissen von Tieren, Fabelwesen oder Göttern, Armreifen aus Metall (armillae) für Tapferkeit, Kränze und Kronen (coronae), beispielsweise die Bürgerkrone (corona civica), Ehrenlanzen (hasta pura) und die von den Kelten übernommenen Torques als Tapferkeitsauszeichnung für niedere Ränge. Als höchste Form der Auszeichnung galt der Triumphzug, der Heerführern und später ausschließlich Kaisern vorbehalten blieb.
Die frühesten überlieferten Auszeichnungen waren Schalen (patera, patella) und Lanzen, Phalerae kamen später dazu. In der römischen Republik soll es nach Polybios bei den militärischen Auszeichnungen keinen ranggebundenen Unterschied gegeben haben. Spätestens seit Augustus wurde jedoch zwischen höheren und niederen Rängen differenziert. Während Phaleren an Angehörige aller Ränge vergeben wurden, waren andere Abzeichen Ausdruck einer Rangordnung. Unabhängig vom Verdienst oder der Leistung erhielten höhere Ranggruppen andere Auszeichnungen als niedere. Grundvoraussetzung zur Vergabe war nicht das Verdienst oder die Leistung schlechthin, sondern das römische Bürgerrecht, das in sich bereits eine Auszeichnung darstellte. Die Dekoration erhielten die Soldaten als persönliche Anerkennung unmittelbar aus der Hand ihres Feldherren. Die enge Verbindung zwischen Auszeichnung und Feldherr zeigt sich unter anderem daran, dass bei der Leichenfeier Augustus’ die Soldaten die ihnen vom Verstorbenen verliehenen Auszeichnungen in den Scheiterhaufen warfen.
Die bis in die Gegenwart wirkende Assoziation von Auszeichnungen mit Begriffen wie „Ehre“, „Verdienst“, „Tapferkeit“ etc., wurzelt im Auszeichnungswesen der Antike. Jedoch führt keine direkte Entwicklung von den antiken Vorbildern zum heutigen Auszeichnungswesen. Orden und Ehrenzeichen, wie sie heute als sichtbare Zeichen öffentlicher Belobigung verliehen werden, haben ihren Ursprung bei den Ritterorden des frühen Mittelalters.

### Mittelalter

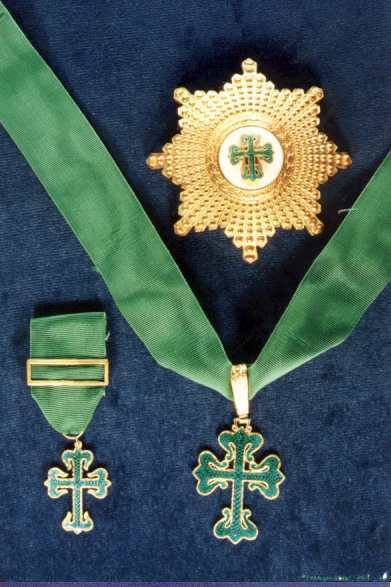
Der portugiesische Ordem Militar de Avis ging aus einer 1162 gegründeten Bruderschaft von Rittern hervor, die sich dem Kampf gegen die Mauren verschrieben hatte. Vier Jahre später erkannte Alfons I. von Portugal die Bruderschaft offiziell als Ritterorden an. 1789 säkularisierte Maria I. von Portugal den Orden und wandelte ihn in einen dreiklassigen Militär-Verdienstorden um. Seit 1918 besitzt der Orden fünf Klassen.

Als eigentliche Stammväter des modernen Ordenswesens gelten die Hospitaliter- und Ritterorden. Diese prägten zwei wesentliche Charakteristika, die im Ordenswesen über Jahrhunderte Bestand hatten:
- Zunehmende Machtfülle und geographische Ausdehnung der geistlichen Ritterorden machte strenge Aufnahmekriterien erforderlich, Ritter waren eine privilegierte Elite. Die Mitgliedschaft in einen solchen Orden galt als Auszeichnung und bedeutete gesellschaftliches Ansehen und Erfolg.
- Ihre fünfstufige hierarchische Gliederung in Großmeister, Ritter, Priester, Brüder und Donaten, wurde zum Vorbild für spätere Ordensbildungen.

Zur Zeit der Kreuzzüge, im 11. Jahrhundert, entstanden aus einigen geistlichen Ordensgemeinschaften die ersten geistlichen Ritterorden. Die Bezeichnung „Orden“ ist abgeleitet vom lateinischen Wort ordo (Ordnung, Stand). Den Ritterorden oblag neben rein religiösen Handlungen, die auch jeder Mönchsorden zu erfüllen hatte, wie Missionierung und Religionsübungen, sowie der Versorgung und Pflege kranker Pilger, der aktive Schutz und die Verteidigung christlicher Machtpositionen. Das umfasste den Schutz des Heiligen Grabes, den Schutz von Pilgern sowie den Kampf gegen den Islam.
Als erste Gründungen dieser Art gelten der Johanniter- und der Templerorden. Der Johanniterorden wurde 1099 als Hospitalorden gegründet und ging aus einer von italienischen Kaufleuten gegründeten Genossenschaft hervor, die in Jerusalem eine Herberge für christliche Wallfahrer unterhielt. Im 12. Jahrhundert übernahm er zusätzlich militärische Aufgaben. Der Templerorden wurde um 1118 als neuer Ritterorden französischer Prägung gestiftet.
Bedeutung gewann der Deutsche Orden, auch Deutschherren- oder Deutschritterorden genannt. Er wurde 1190 anlässlich einer Seuche während der Belagerung von Akkon als Gemeinschaft zur Krankenpflege gegründet und betrieb ein Hospital, kurz darauf übernahm er zusätzlich militärische Aufgaben. Während des Deutschen Kreuzzugs, im März 1198, wurde die Gemeinschaft auf Betreiben Wolfgers von Erla und Konrads von Querfurt in den Stand eines Ritterordens nach dem Vorbild der Templer und Johanniter erhoben.
Die Angehörigen geistlicher Ritterorden trugen als äußeres Abzeichen und schmückendes Symbol ein Kreuz auf ihren Mänteln oder Umhängen (genannt Clamys); die Johanniter ein weißes Kreuz auf schwarzer Clamys, die Templer ein rotes, achtspitziges Kreuz auf weißer Clamys, und die Deutschritter, ebenfalls auf weißer Clamys, ein schwarzes Kreuz mit verbreiterten Enden, das 1813 als Vorlage für das Eiserne Kreuz diente, die Lazariter ein grünes Kreuz auf Clamys.
Das Scheitern der Kreuzzugspolitik hatte den Niedergang der geistlichen Ritterorden zur Folge, die zunehmend den politischen Zielen und Machtkämpfen weltlicher Herrscher unterlagen.
Ab dem 13. und 14. Jahrhundert begannen die Landesherren damit, nach dem Vorbild der geistlichen, weltliche Ritterorden zu stiften. Im Gegensatz zu den geistlichen Ritterorden, die weitgehend unabhängig waren, sich selbst verwalteten und teilweise selbst staatenähnliche Gebilde darstellten, waren die weltlichen Ritterorden von vornherein ein Instrument weltlicher Herrscher, die zugleich als Großmeister all ihrer Orden fungierten. Ihre Statuten legten nicht nur die Aufnahmebedingungen fest, sondern auch Ordenstracht und Ordenszeichen, also die Insignien, die die Ordensmitglieder nach außen hin kenntlich machen sollten, ein ständig zu tragendes Symbol war das äußere Zeichen der Zugehörigkeit zu der Gemeinschaft. In diesem Zusammenhang erlangten tragbare Ordenszeichen, Kleinodien oft in Form eines Kreuzes oder Sterns, besondere Bedeutung.
Die Aufnahme in diese Orden war ein Akt landesherrlicher Gnade und höfischer Huld, sie diente der engen Bindung an den Souverän und bedeutete Ansporn und Verpflichtung diesem gegenüber. Körperschaften dieser Art besaßen elitären Charakter, sie waren ausschließlich dem (Hoch-)Adel vorbehalten und ihre Mitgliederzahl war streng limitiert. Im Zuge dieser Entwicklung verblasste der ursprüngliche, religiöse Zweck der Ritterorden zusehends, Ordensgelübde verloren an Bedeutung, und schließlich besaßen die Orden keine speziellen Aufgaben oder Ziele mehr, die über die gemeinsamen dynastischen oder politischen Interessen ihrer Mitglieder hinausgingen.

### Neuzeit
Mit der Herausbildung absolutistischer Staaten im 17. und 18. Jahrhundert setzte ein allgemeiner Wandel im Ordenswesen ein. Die Orden entwickelten sich zu Haus- oder Hoforden, und die Dekoration wurde allmählich zum Selbstzweck. Hausorden gelten zwar als eine Form weltlicher Ritterorden, jedoch markieren sie die Grenze zum Übergang der Orden, von Personengemeinschaften, hin zu Insignien als Belohnung für Verdienste. Die Gemeinschaft existierte häufig nur noch symbolisch, dafür symbolisierten die Insignien ein besonderes Verhältnis zum Souverän und somit Einfluss bei Hofe. Ursprünglich einklassig und nur für den Souverän, dessen Familie und eine limitierte Anzahl adliger Günstlinge vorgesehen, entwickelten sich im Laufe der Zeit viele ehemalige Hausorden zu Verdienstorden weiter.
Landesherren stifteten Hausorden, um einflussreiche Standesherren an sich zu binden und für geleistete Dienste zu belohnen. Dabei handelte es sich meist um einklassige Auszeichnungen. Großmeister war, wie bei den weltlichen Ritterorden, der jeweilige Souverän; die Prinzen des regierenden Hauses waren Mitglieder durch Geburt, wurden aber bei der in den Statuten festgelegten Mitgliederzahl nicht mitgezählt. Äußere Zeichen von Hausorden waren, ebenso wie bei den weltlichen Ritterorden, deren Insignien: das Ordenskreuz (Ordenszeichen, Kleinod oder auch Ordensdekoration), der Ordensstern (Bruststern), die Schärpe, die Ordenskette (Kollane) und die Ordenstracht, die zwar die Zugehörigkeit zu einer elitären Gesellschaft symbolisierten, jedoch nicht mehr Zeichen der Mitgliedschaft in einer klassischen Ordensgemeinschaft waren. Im Gegensatz zu den „echten“ Ritterorden, mit eigenem Landbesitz und Vermögen ausgestatteten und durch eigene Aufnahmeverfahren gebildeten Personengemeinschaften, verfügten Hausorden über keinerlei Besitz oder eigene Mittel, sondern schöpften aus den Zuweisungen des Souveräns. Zu ihren Trägern zählten führende Staatsmänner sowie einflussreiche Vertreter der Kirche und der Geisteswissenschaften. Die Aufnahme, beziehungsweise die Verleihung, war mit diversen Ehrenrechten und materiellen Zuwendungen, aber auch mit verschiedenen Verpflichtungen verbunden. Zu den Rechten zählten unter anderen der Zutritt am Hof, die Gewährung von Audienzen beim Landesherrn oder Pensionszahlungen und Gelddotationen. Zu den Pflichten gehörte unter anderen das Tragen der Ordensdekoration in der Öffentlichkeit, die Teilnahme am Zeremoniell des Ordens, vor allem aber unbedingte Treue zum Herrscherhaus.
Hausorden wurden zunächst nicht in Klassen unterteilt und waren ausschließlich dem (Hoch-)Adel vorbehalten, was sich mit dem Erstarken des Bürgertums allmählich änderte. Einige Hausorden wurden später auch an Nicht-Adlige verliehen, wobei, wie beispielsweise beim Schwarzen Adlerorden, die Beliehenen neben der Insigne oft einen Wappenbrief erhielten, der sie in den erblichen Adelsstand erhob.

### Verdienstauszeichnungen

#### Verdienstorden

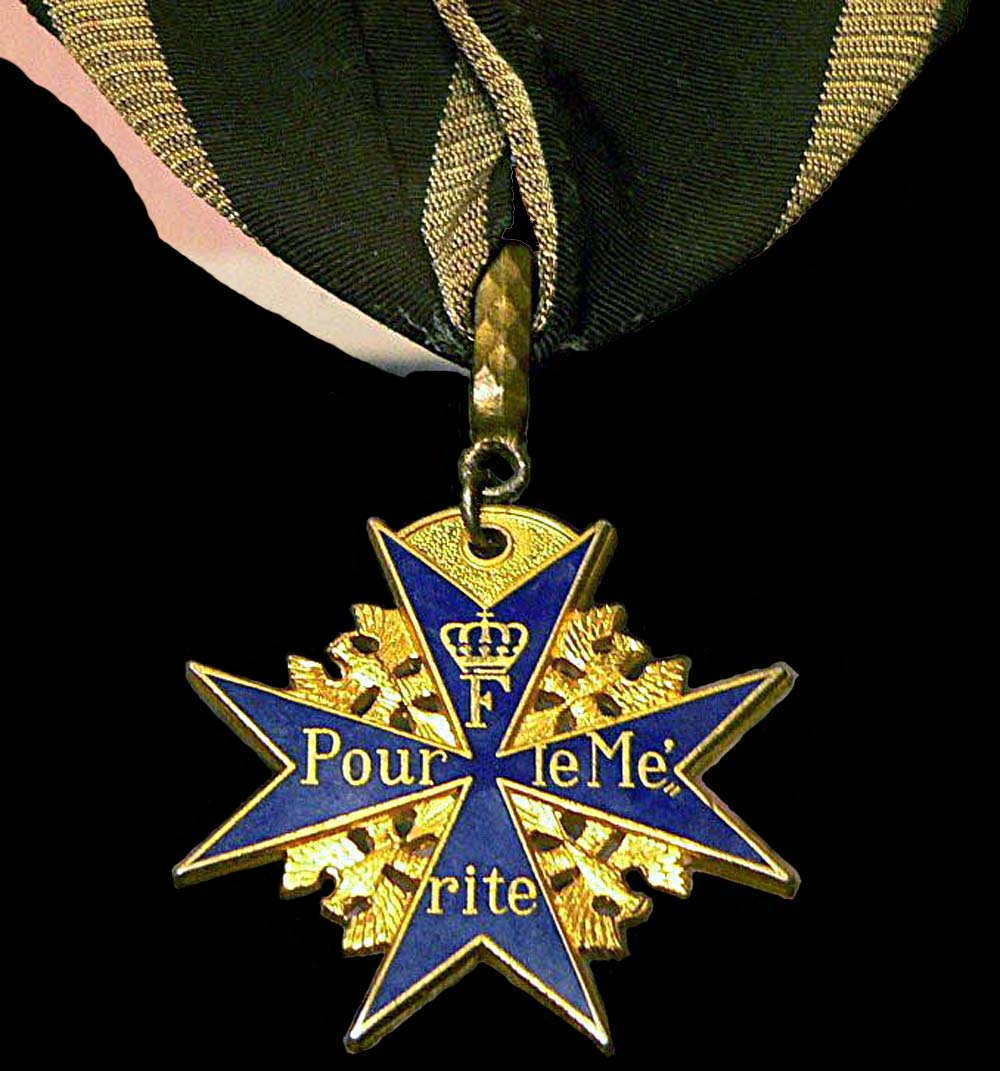
Der Pour le Mérite war der erste Orden, der ausdrücklich „dem Verdienst“ gewidmet war. Er wurde 1740 durch Friedrich den Großen als Hausorden gestiftet, besaß ursprünglich nur eine Klasse und keine Statuten. Die Prinzipien der Verleihung waren nirgendwo festgelegt, was als Verdienst galt und wer den Orden erhielt, entschied der König nach eigenem Ermessen. Ab 1798 führte der Orden offiziell die Bezeichnung „Verdienstorden“.
Im Zuge der preußischen Ordensreform wandelte Friedrich Wilhelm III. den Pour le Mérite in einen reinen Militär-Verdienstorden um. Am 18. Januar 1810 verfügte er, den Orden nur noch „für das im Kampfe gegen den Feind errungene Verdienst“ zu vergeben.
Mit der Abdankung König Wilhelm II. am 28. November 1918 erlosch der Orden. Der seit 1810 mit dem Orden verbundene Ehrensold wurde auch in der Bundesrepublik gewährt. Der letzte Inhaber, Ernst Jünger, verstarb am 17. Februar 1998.

Ein auf den (Hoch-)Adel beschränktes Ordenswesen mit elitärem Charakter, wie es die Personengemeinschaften weltlicher oder geistlicher Ritterorden aber auch die Hausorden waren, schloss weite Teile der Bevölkerung, obwohl im Sinne des Staates arbeitend und dem Landesherrn treu ergeben, vom Auszeichnungswesen aus. Der absolutistisch geprägte Staat brachte eine Vielzahl verschiedener Behörden sowie ein stehendes Heer hervor, die ihrerseits wichtige Machtsäulen darstellten. Grundvoraussetzung dafür, diese Einrichtungen und Institutionen zentral organisieren und koordinieren zu können, waren verlässliche, treu ergebene Beamte und Offiziere. Ein neu entstandener Dienstadel sowie Fachleute aus dem Bürgertum übernahmen verstärkt wichtige Funktionen in Ämtern und Behörden. Zudem war das 18. Jahrhundert von zahlreichen dynastischen Kriegen geprägt. Kein Landesherr konnte es sich erlauben, Belohnungen für Militär und Kriegsverdienste lediglich auf die Vertreter des Adels zu beschränken, was einen grundlegenden Wandel des Ordenswesens zur Folge hatte und seinen Ausdruck im Entstehen der Verdienstorden fand. Die frühen Zivil- und Militär-Verdienstorden des späten 17. und 18. Jahrhunderts zeichnen sich durch ihren Übergangscharakter innerhalb der Entwicklungsgeschichte des Auszeichnungswesens aus.
War die Aufnahme in einen Ritterorden eine landesherrliche Gunsterweisung und hauptsächlich mit einem besonderen Treueverhältnis zum Souverän verbunden, so stellen Verdienstorden darüber hinaus ein hoheitliches Instrument zur Belohnung dar. Diese veränderten Inhalte und Zielsetzungen der Verdienstorden erweiterten den für Verleihungen in Frage kommenden Personenkreis über den Hochadel hinaus, galt es doch, Verdienste in den unterschiedlichsten Bereichen und Dienststellungen belohnen zu können. Das führte zu einem drastischen Anstieg der in den einzelnen Staaten gestifteten Orden und ließ es sinnvoll erscheinen, eine Hierarchie für die einzelnen Orden eines Landes festzulegen. Das Ordenswesen wurde differenzierter und unterschied zwischen bestimmten hohen Orden, die hauptsächlich an Mitglieder von Herrscherhäusern und Angehörige sehr alten Adels verliehen wurden, Ritterorden, die zumeist Ahnenadel voraussetzten, und den eigentlichen Verdienstorden. Die Möglichkeit, Orden auch an Bürgerliche zu verleihen, entsprach den gesellschaftlichen Strukturen und Erfordernissen des späten 18. Jahrhunderts. Ahnenadel war keine zwingende Voraussetzung mehr. Stattdessen wurde die Verleihung mit einer Erhebung in den Adelstand verbunden, wodurch Inhalte und Verleihungsmodalitäten der frühen Verdienstorden dem absolutistischen System verhaftet blieben; Bauern und Handwerker, einfache Soldaten und Unteroffiziere blieben weiterhin vom Auszeichnungswesen ausgeschlossen. Verdienstorden wurden zum Teil ausschließlich für Verdienste eines bestimmten Typs, beispielsweise militärische, künstlerische oder wissenschaftliche, verliehen. Darüber hinaus wurde innerhalb der einzelnen Orden ein System verschiedener Klassen eingeführt, um Abstufungen nach Rang oder Verdienst der auszuzeichnenden Personen vornehmen zu können.
Zu den historisch bedeutsamsten Verdienstorden zählt der 1693 durch den „Sonnenkönig“ Ludwig XIV. gestiftete Ludwigsorden, der Ordre royal et militaire de Saint-Louis. Er gilt als ältester Verdienstorden und zugleich erster rein militärischer Orden. Stiftungszweck war die Belohnung katholischer Offiziere für zwanzigjährige treue Dienste oder für militärische Erfolge. Das Stiftungsmotiv des von chronischer Geldnot geplagten Herrschers bestand in der kostengünstigen Abfindung seiner verdienten Soldaten, durch ein den Träger auszeichnendes Abzeichen anstelle materieller Zuwendungen.
Eine wesentliche Neuerung des Ludwigsordens gegenüber den bisherigen Haus- und Hoforden bestand in seiner Gliederung, der Orden bestand aus drei Klassen:
- Großkreuz, das an einem breiten, von der Schulter zur Hüfte verlaufenden Schulterband, zusammen mit einem Stern auf der Brust getragen wurde;
- Kommandeurkreuz, das am Schulterband, aber ohne Stern getragen wurde;
- als unterste Stufe das Ritterkreuz, das an einem Ordensband an der linken Brust zu tragen war.

Trageweise des Ritter-, Kommandeurs- und Großkreuz des Ludwigsordens

Diese Dreiteilung entsprach sowohl der Sozialstruktur des 18. Jahrhunderts als auch den Moral- und Ehrvorstellungen des Absolutismus. Sie ermöglichte die Belohnung von Generälen, Stabsoffizieren und Subalternoffizieren entsprechend ihrer Stellung in der militärischen Hierarchie. Die Verleihungsbedingungen waren für jede Klasse unterschiedlich und dergestalt, dass sie nur von Vertretern einer bestimmten Ranggruppe erfüllt werden konnten. So wurden Großkreuze nur für den Sieg in einer Schlacht, das Verteidigen oder Erobern einer Festung oder das erfolgreiche Beenden eines Feldzuges verliehen, was nur von einem Armeebefehlshaber, einem Kommandeur, Marschall oder General überhaupt erfüllt werden konnte.
Der Ludwigsorden wurde zum Vorbild für zahlreiche militärische Verdienstorden, wie beispielsweise den sächsischen Militär-St.-Heinrichs-Orden, den österreichischen Militär-Maria-Theresia-Orden, den bayerischen Militär-Max-Joseph-Orden oder den badischen Militär-Karl-Friedrich-Verdienstorden, aber auch für zivile Verdienstorden wie den Wasaorden, den Annenorden oder den Orden de Isabel la Católica. Auch im zivilen Bereich spiegelten die Ordensklassen den staatlichen Aufbau wider und entsprachen dem Stellenwert von Verwaltungsbehörden sowie dem Rang von Posten und Funktionen, so dass Großkreuze nur an hohe Hof- und Staatsbeamte, beispielsweise Minister, verliehen wurden.
Die Landesherren begannen nunmehr damit, nicht mehr nur Adlige, sondern in zunehmendem Maße auch Angehörige anderer Stände mit tragbaren Abzeichen an sich zu binden oder für die von ihnen geleisteten Dienste zu belohnen. Handelte es sich bei den bisherigen Orden noch um Gemeinschaften mit eng gefasster und an den Stifter gebundener Aufgabenstellung, in die nur wenige Personen eines begrenzten Kreises aufgenommen wurden, so waren die Verdienstorden nur mehr Mittel und Instrument zur Würdigung und Belohnung geleisteter Verdienste. Die Auszeichnung erfolgte nicht mehr durch Aufnahme in eine reale oder symbolische Gemeinschaft, sondern ausschließlich durch die Verleihung selbst, das heißt durch die Übergabe eines Ordenszeichens. Die übergebene Insigne war nicht mehr äußeres Zeichen für die Zugehörigkeit zu einem Orden, sondern das verliehene Kleinod, die Ordensdekoration selbst, war die Auszeichnung. Stand der Terminus „Orden“ ursprünglich für eine Institution, so wurde man nun nicht mehr in einen Orden (eine Ordensgemeinschaft) aufgenommen, sondern mit einem Orden (einem Abzeichen) beliehen, was häufig mit der Vergabe von Ämtern und Würden einherging. „Verleihung“ ist in diesem Fall wörtlich zu verstehen. Der Orden wurde vom Souverän bzw. in seinem Auftrag auf Lebenszeit geliehen, nach dem Tode des Beliehenen musste die Insigne von den Erben oder Nachkommen an den Stifter bzw. von ihm beauftragte Organe zurückgegeben werden. Auf die Orden vieler Länder trifft die Rückgabepflicht auch heute noch zu, beispielsweise auf den Pour le Mérite für Wissenschaften und Künste. Zudem wurden vermehrt affiliierte Ehrenzeichen und Medaillen den Orden zugeordnet, damit Bürgerliche oder Subalterne ebenfalls ausgezeichnet werden konnten.
Moderne Verdienstorden, beispielsweise der Verdienstorden der Bundesrepublik Deutschland (Bundesverdienstkreuz), besitzen häufig eine Einteilung, die sich an der Ehrenlegion orientiert, wobei die einzelnen Klassen auch noch weiter unterteilt sein können; In diesem Fall spricht man von Stufen. Sie werden in der Regel nicht mehr nach gesellschaftlichem oder militärischem Rang, sondern anhand meritokratischer Gesichtspunkte verliehen. Jedoch ist auch beim Bundesverdienstkreuz die höchste Stufe, die Sonderstufe des Großkreuzes, ausschließlich Staatsoberhäuptern vorbehalten.

##### Ehrenlegion

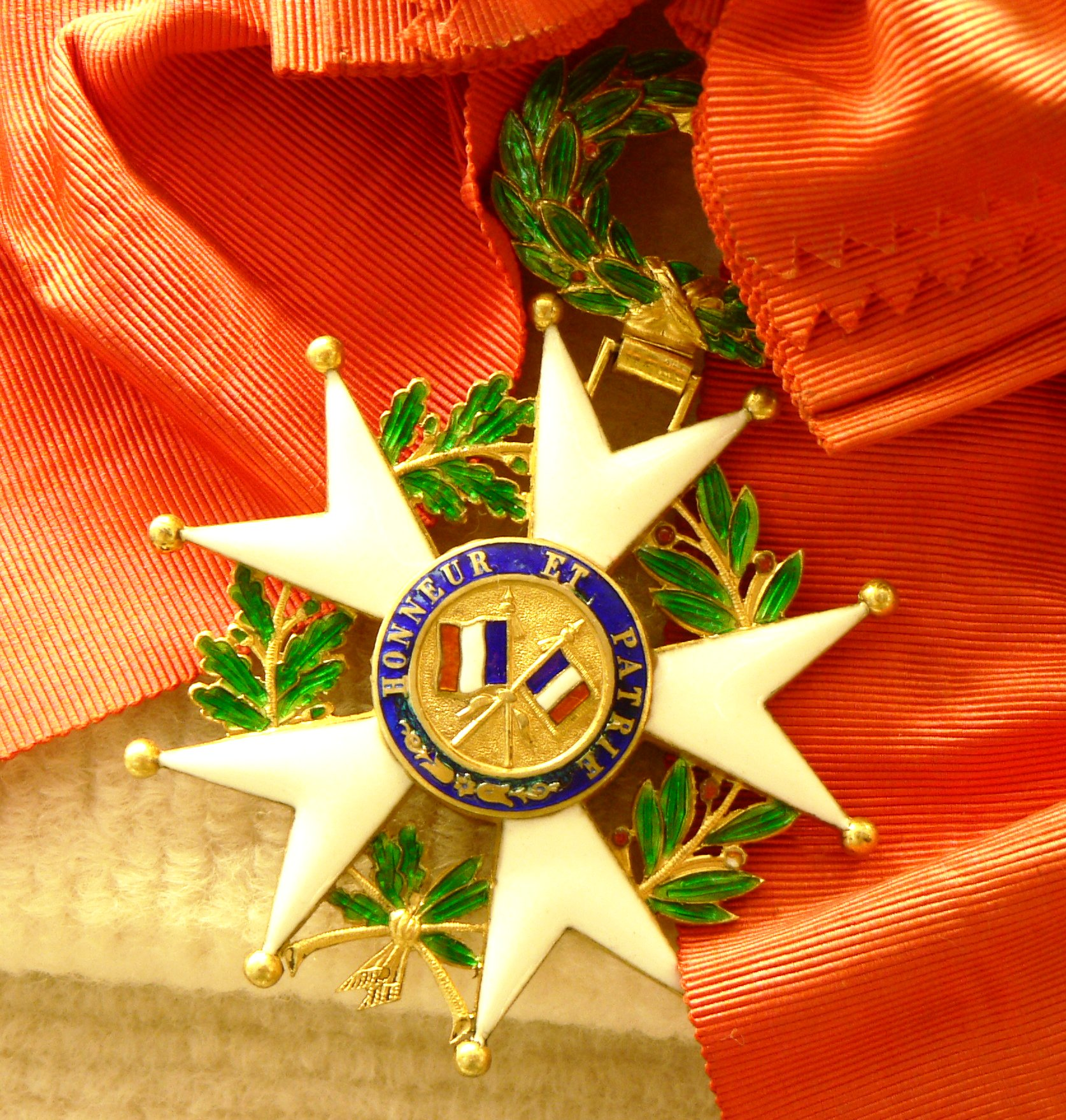
Großkreuz der Légion d’Honneur. Napoleons Bruch mit den bisherigen christlich beeinflussten Ordenstraditionen spiegelt sich auch in der Gestaltung der Insigne wider, die anstelle des Kreuzes einen fünfstrahligen Stern zeigt. Dessen ungeachtet konnte die neue Auszeichnung ihre monarchistischen Wurzeln nicht leugnen und wurde vom gemeinen Volk alsbald nur noch „la croix“ genannt.

Die Französische Revolution von 1789 brach in den ersten Jahren radikal mit allen monarchistischen Traditionen, sie beseitigte die Symbole und Institutionen des Ancien Régime und damit auch das auf Stand und Gefälligkeit basierende Ordenswesen des Adels. Doch auch die neue Ordnung wollte nicht auf die Möglichkeit der Vergabe staatlicher Belohnungen verzichten.
Durch eine Massenaushebung, die Levée en masse, schuf Frankreich während der Koalitionskriege erstmals ein Volksheer, in dem Angehörige aller Stände unterschiedslos nebeneinander kämpften. Die Aufrechterhaltung von Moral und Disziplin, sowie die Motivation der Kriegsteilnehmer ließen ein Belohnungssystem notwendig und zweckmäßig erscheinen, da Zwang und Strafe, wie sie beim vormodernen Heer üblich waren, mit dem neuen Selbstbewusstsein der Franzosen unvereinbar und dem Patriotismus wenig förderlich gewesen wären. Die veränderten gesellschaftlichen Verhältnisse ließen jedoch keinen Rückgriff auf das Ordenswesen dynastischer Zeiten zu, weswegen man sich zunächst der Vergabe von Geldgeschenken oder von Ehrenwaffen in Form gravierter Degen und Säbel bediente. Artikel 87 der Verfassung vom 13. Dezember 1799 legte fest, dass für Kriegsverdienste nationale Belohnungen zu vergeben seien, und laut Erlass vom 25. Dezember 1799 sollten an Soldaten und Offiziere, die sich im Krieg auszeichnen, Ehrenwaffen verliehen werden. Diese an die antiken Vorbilder angelehnte Form der Auszeichnung entsprach dem aufklärerischen Ideal der égalité, da sie von jedermann, ohne Rücksicht auf gesellschaftliche Stellung oder militärischen Rang, erworben werden konnte. Auch die neu geschaffenen zivilen Verwaltungs- und Staatsbehörden basierten auf der aktiven Mitarbeit von Vertretern aller, auch der unteren Bevölkerungsschichten, was den potentiell zu belohnenden Personenkreis auf Nicht-Militärs erweiterte.
Dem ersten Konsul und späteren Kaiser Napoleon Bonaparte schien diese Auszeichnungsform unbefriedigend, da sie französischen Traditionen widerspreche. Nach zähen Verhandlungen nahm die Nationalversammlung am 19. Mai 1802 seinen Vorschlag schließlich an, eine Ehrenlegion (Légion d’honneur) ins Leben zu rufen. Gegenüber Kritikern, die eine Restauration monarchistischer Formen und Institutionen befürchteten, argumentierte er, dass die Revolution den Charakter der Franzosen nicht geändert habe und das Gefühl der Ehre noch vor den Ideen der Freiheit und der Gleichheit stünden:

„Ich wette, … dass man mir keine alte und neue Republik nennen kann, die keine Auszeichnungen vergeben hat. Und das nennt man Spielzeug und Flitterkram! Sehr gut! Aber mit solchem Flitterkram leitet man die Menschen. Ich würde das vom Rednerpult herab nicht aussprechen, aber in einem Rat von weisen Staatsmännern kann man alles sagen. Ich glaube nicht, dass das französische Volk Freiheit und Gleichheit liebt. Die Franzosen haben sich in den letzten Jahren der Revolution nicht geändert. Sie haben nur eine Leidenschaft, und diese nennt sich ‚Ehre‘. Man muss aber diese Leidenschaft hegen und pflegen und Auszeichnungen verleihen!“

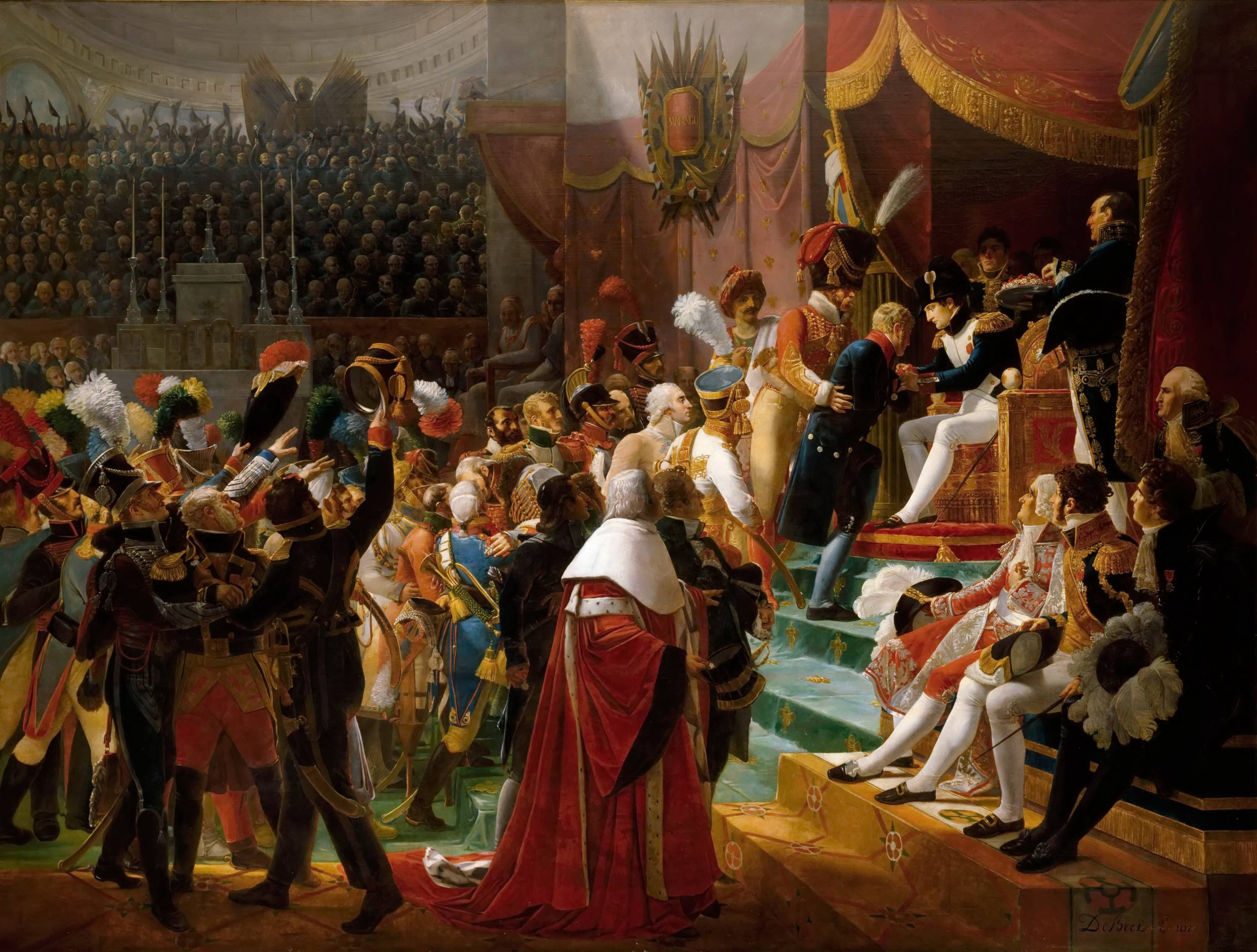
Am 14. Juli 1804 verleiht Napoléon erstmals die neu geschaffene Dekoration; Zeitgenössisches Gemälde von Jean-Baptiste Debret.

Um Bedenken zu zerstreuen und nicht an die erloschenen Einrichtungen der bourbonischen Monarchie zu erinnern vermied man das Wort „Orden“ und entlehnte stattdessen Begriffe aus der militärischen Sprache der Römer. Die Legion (lateinisch legio, von legere „lesen“ im Sinne von: „auslesen“, „auswählen“) bestand 16 Kohorten, die je sechs bis neun Départements umfassten. Die Mitgliederanzahl war limitiert, jede Kohorte zählte 350 Ritter, 30 Offiziere, 20 Kommandeure und 7 Großoffiziere. Der Anknüpfung an antike Begriffe zum Trotz konnte die neue Auszeichnung ihre ideelle Verwurzelung in den Traditionen königlicher Orden nicht leugnen. Das jeweilige Staatsoberhaupt ist Großmeister der Ehrenlegion, ihm unterstellt sind der große Verwaltungsrat und der Großkanzler. Die Funktion des Verwaltungsrates entspricht etwa der des Ordenskapitels eines Ritterordens. Ebenso wie beim Eintritt in einen weltlichen Ritterorden schworen die „Legionäre“ bei ihrem Eintritt einen Eid, mit dem sie ihre Treue zum jeweiligen Staatsoberhaupt und zur Regierungsform bekundeten. Ein Kapitel der Stiftungsverordnung regelte die finanziellen Angelegenheiten, da mit der Aufnahme ein Rentenanspruch verbunden war. Die Ehrenlegion berücksichtigte gleichermaßen zivile und militärische Verdienste, die Aufnahme in den Orden war erstmals unabhängig von Rang, Stand und Konfession. Neu war auch die Bestimmung, dass jedes neu aufgenommene Mitglied zunächst den niedrigsten Rang, den eines Ritters, bekleidete. Als sich Napoleon 1804 selbst zum Kaiser krönte änderte er die Statuten der Ehrenlegion, wandelte sie von einer Personengesellschaft in einen Verdienstorden um und führte ein sichtbar zu tragendes Abzeichen ein.

Gliederung und Trageweise der Ehrenlegion wurden zum Vorbild vieler moderner Verdienstorden.

Abweichend von der Ein- bzw. Dreiklassigkeit bisheriger Haus- und Verdienstorden, besaß die Ehrenlegion zunächst eine vier- später fünfklassige Gliederung. Diese entwickelte sich schließlich zur internationalen Norm für die bedeutendsten zivilen Verdienstorden, darunter der Verdienstorden der Bundesrepublik Deutschland:
- Großkreuz (Grand-Croix)
- Großoffizier oder Großkomtur (Grand Officier)
- Kommandeur oder Komtur (Commandeur)
- Offizier (Officier)
- Ritter (Chevalier)

Die Französische Revolution und die Ehrenlegion als ein äußeres Zeichen der gesellschaftlichen Veränderungen beeinflusste das Auszeichnungswesen anderer Länder. Zahlreiche Verdienstauszeichnungen wurden neu geschaffen und deckten ein breites Leistungs- und Verdienstspektrum verschiedener Bereiche, Berufe, Ämter und Dienststellungen ab. Verdienste im wissenschaftlich-technischen und im militärischen Bereich sowie bei der Bewältigung von Verwaltungsaufgaben wurden durch die Verleihung von Verdienstorden gewürdigt. Viele bestehende Orden wurden um weitere Klassen oder um angeschlossene Ehrenzeichen in Form einer Medaille, eines Kreuzes o. ä. erweitert, wodurch auch untere Berufsgruppen im Staatsapparat und niedere militärische Ränge in den Genuss von Auszeichnungen kommen konnten. In der Fachsprache werden derartige Ehrenzeichen, die einem Orden angeschlossen sind, als affiliierte Medaillen oder Kreuze bezeichnet.

#### Ehrenzeichen

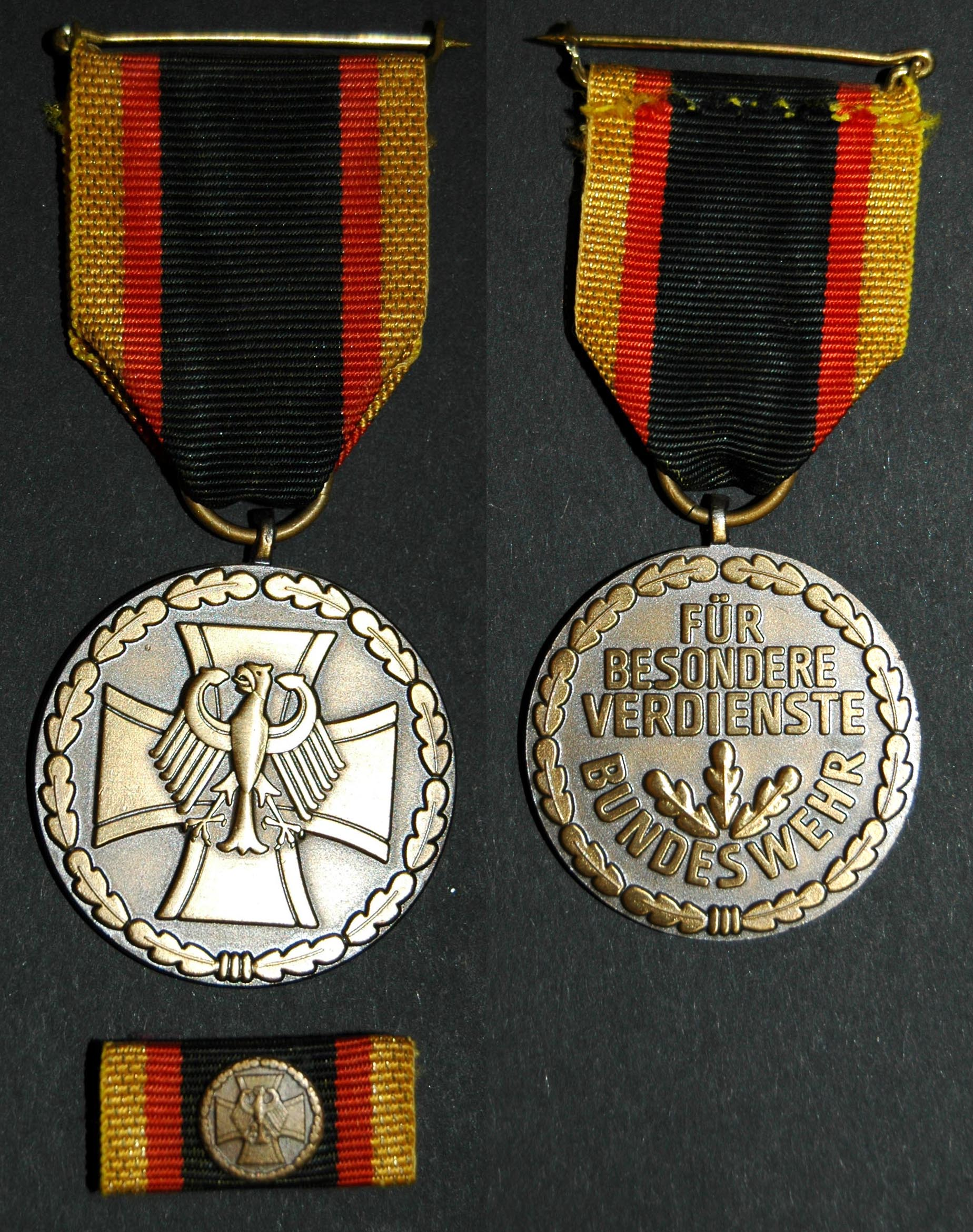
Ehrenzeichen der Bundeswehr (links: Vorderseite mit Bandschnalle, rechts: Rückseite)

Das 19. Jahrhundert wurde durch enormen technischen und wissenschaftlichen Fortschritt sowie eine allgemeine Industrialisierung geprägt, in deren Folge Bürgertum und Arbeiterschaft in zunehmendem Maße politische Bedeutung erlangten. Die sozialen und politischen Veränderungen dieser Zeit schlugen sich im Auszeichnungswesen nieder und führten zur Etablierung einer neuen Klasse tragbarer Auszeichnungen, die sich nicht an den historischen Vorbildern orientierte und die auch nicht zur Klassifikation der Orden gehören – die Ehrenzeichen.
Seit Ende des 18. Jahrhunderts wurden verstärkt Tapferkeits-, Erinnerungs- und Verdienstmedaillen für Mannschaften und Unteroffiziere geschaffen, da jenen das Erlangen eines Ordens versagt war. Gelegentlich wurden diese Abzeichen bestehenden Orden niederrangiger zugeordnet (affiliiert), so dass sich bis zum Ende des Ersten Weltkrieges bei vielen Auszeichnungen die verliehene Ordensstufe nicht nach der Größe des erworbenen Verdienstes, sondern ausschließlich nach dem Rang des zu Beleihenden richtete.
Ehrenzeichen waren vor allem für die Angehörigen der unteren Klassen und Schichten gedacht, die vom bisherigen Auszeichnungswesen aufgrund ihrer sozialen Stellung oder ihres Aufgaben- und Arbeitsgebietes ausgeschlossen waren. Unter den Bedingungen des Industriezeitalters erlangten die Ehrenzeichen schließlich eine allgemeinere und umfassendere Bedeutung, sie drangen in fast alle wirtschaftlichen, politischen und militärischen Bereiche vor. Ihre Zahl war außerordentlich hoch und ist es in vielen Staaten heute noch. In den Königreichen Bayern, Preußen, Sachsen und Württemberg gab es am Ende des 19. Jahrhunderts 137 verschiedene Ehrenzeichen. Zwischen 1800 und 1945 entstanden allein in den deutschen Ländern über 3.500 staatliche tragbare Auszeichnungen aller Kategorien und Klassen. Sie wurden nicht mehr nur für militärische und kriegerische Verdienste, sondern zunehmend auch für solche im Staatsdienst, in einzelnen Berufsgruppen und Wirtschaftszweigen, auf den Gebieten der Humanität, des Sports, der Kunst sowie der Wissenschaft geschaffen. Abzeichen für Verdienste und zur Erinnerung, können staatlicher oder nichtstaatlicher Natur sein, es kann sich um regionale oder kommunale Auszeichnungen oder um solche von Parteien, Gesellschaften, Vereinigungen, Organisationen oder Betrieben handeln. In der Ausführung besitzen sie meist Medaillen-, Kreuz-, Schild-, Spangen oder Schnallenform. Als Material kommen neben Gold und Silber auch Messing, Bronze und Eisen zur Verwendung, z. T. mit zusätzlichen Auflagen aus Edelmetallen. Aber auch Ärmelbänder und andere textile Aufnäher und Applikationen sind gebräuchlich. Bildnisse, Inschriften und Jahreszahlen, Materialwahl und Gestaltung geben Aufschluss über Anlass und Art der jeweiligen Auszeichnung. In den Porträt- und Trophäendarstellungen zeigt sich häufig hohes handwerkliches Können der Medailleure.

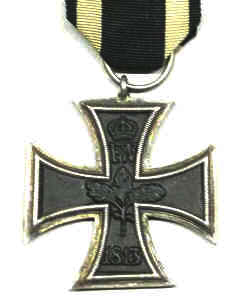
Eisernes Kreuz von 1813, Friedrich Wilhelm III. stellte dem Einzelnen frei, sich „Inhaber“ oder „Ritter“ zu nennen.

Seit den Kriegen zur Niederwerfung der Französischen Revolution war es üblich geworden, anlässlich siegreicher Gefechte eigens dafür geprägte Medaillen zu verleihen. Ab 1813 schufen fast alle Landesherren, deren Armeen oder Flotten im Kampf gegen Napoleon standen, Kriegsgedenkmünzen, die zumeist aus dem Metall (Bronze) der erbeuteten Geschütze geprägt wurden. Ihnen folgten Dienstauszeichnungen für das stehende Heer, die Polizei, die Feuerwehr und den Zoll, sowie Erinnerungsmedaillen für die Teilnahme an bestimmten Feldzügen und Schlachten, Jahrhundertfeiern und Regierungsjubiläen, Krönungen, fürstlichen Geburtstagen und Hochzeiten. Die Abstufungen der Ehrenzeichen unterschieden sich, so es Abstufungen gab, weniger durch die Trageweise als durch Gestalt, Größe und Material. Sie wurden in der Regel am Band im Knopfloch getragen.
Die Wende im preußischen Auszeichnungswesen markierte das 1813 durch König Friedrich Wilhelm den III. gestiftete Eiserne Kreuz. Unabhängig von sozialer Herkunft, Konfession, Rang oder Stand, stand es für geleistete Kriegsverdienste jedem zu, und realisierte somit erstmals den Gedanken einer einheitlichen Auszeichnung für Offiziere, Unteroffiziere und Mannschaftsdienstgrade. In den Befreiungskriegen fielen alle anderen Orden und Auszeichnungen weitgehend weg, Generäle und einfache Soldaten sollten die gleiche Belohnung für Verdienste erhalten. Die beiden unteren Klassen EK II, EK I wurden nicht mehr anhand von Rang und Stand des Beliehenen vergeben, sondern in aufsteigender Reihenfolge für je einen weiteren, erneuten Verdienst. Die Kriterien zur Erlangung des Großkreuzes hingegen waren derart, dass sie nur von Generälen erfüllt werden konnten.
Das Eiserne Kreuz war ursprünglich als einmalige Stiftung gedacht und seine Verleihung zeitlich auf den Befreiungskampf gegen die napoleonische Fremdherrschaft begrenzt. Stiftungsinhalt und Verleihungspraxis der begehrten Auszeichnung wurden erst durch das bürgerliche Reformwerk im Staats- und Heerwesen von 1808 bis 1813 ermöglicht. Die zurückhaltende und korrekte Verleihung für tatsächliche Verdienste sicherte dem Eisernen Kreuz einen hohen symbolischen Wert, ihre Träger genossen höchstes Ansehen. Anlässlich des Deutsch-Französischen Krieges (1870–1871) und des Ersten Weltkrieges (1914–1918) wurden die Stiftungen erneuert. Mit dem Wissen um den moralischen Stellenwert gerade dieser Auszeichnung knüpften die Nationalsozialisten 1939 bewusst an die preußische Tradition an und machten die Auszeichnung zu einem deutschen Kriegsorden.

## Das Auszeichnungswesen in Deutschland
Siehe auch: Liste der deutschen Orden und Ehrenzeichen.

### Deutsches Kaiserreich

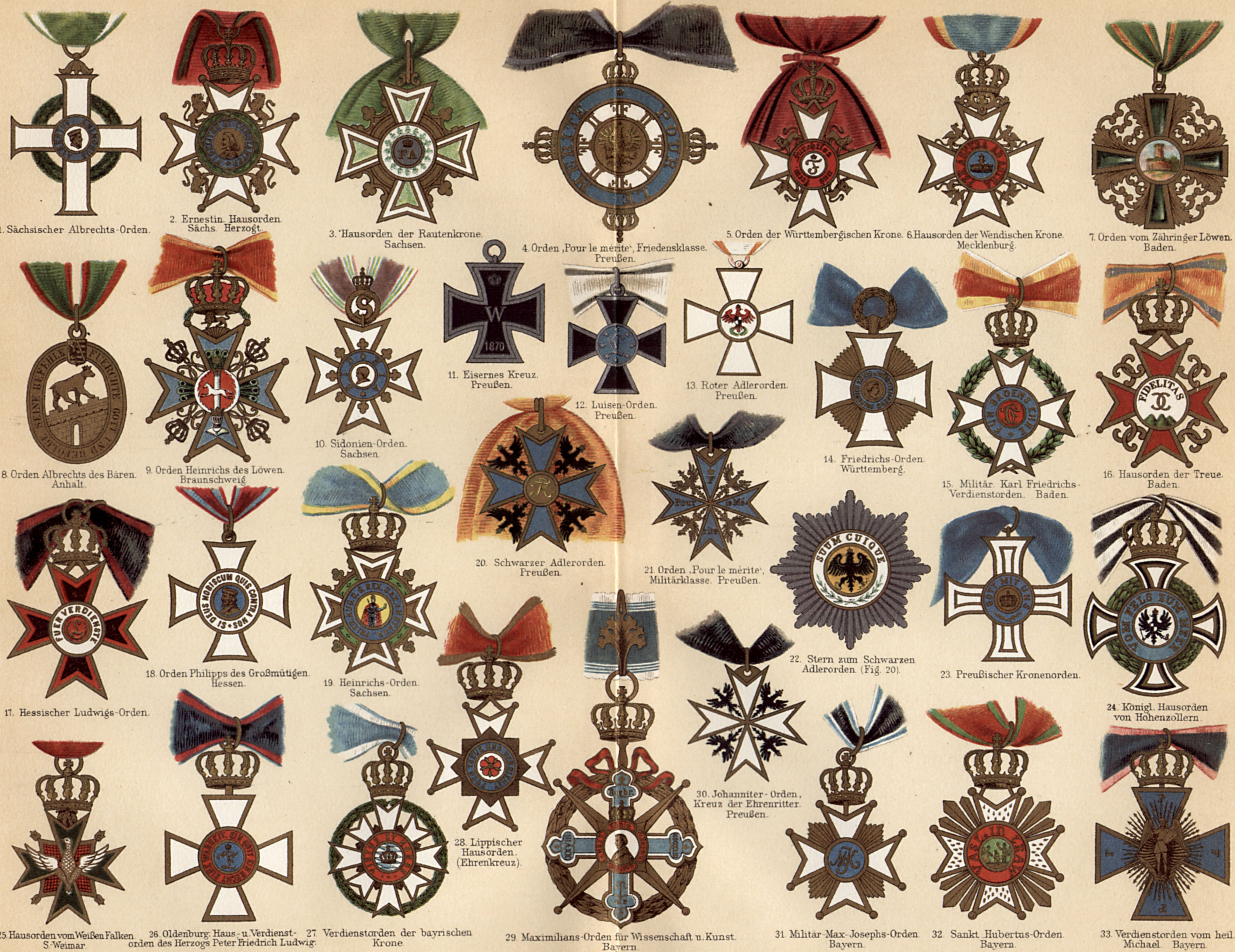
Orden der Deutschen Staaten; Abbildung aus Meyers Großem Konversations-Lexikon von 1908.

Zwischen 1871 und 1918 gab es in Deutschland keinerlei Reichsorden. Verleihung von Titeln sowie Stiftung und Verleihung von Orden waren Reservatrechte der Landesherren, und die zahlreichen Orden des Kaiserreiches waren die Orden der einzelnen Bundesstaaten Preußen, Bayern, Sachsen, Württemberg usw. Das damalige Ordenswesen war außerordentlich vielfältig, da jeder der 22 Bundesfürsten seine eigenen Orden verlieh, häufig sogar mehrere verschiedene.
Zwar haben sowohl Wilhelm I. als auch Wilhelm II. in ihrer Eigenschaft als deutsche Kaiser Gedenkmünzen und Ehrenzeichen gestiftet, beispielsweise die Kolonial-Denkmünze von 1912 oder das am 3. März 1918 auf wiederholte Forderung der Obersten Heeresleitung gestiftete Verwundetenabzeichen. Stiftungen und Verleihungen von Orden hingegen nahmen beide Kaiser ausschließlich in ihrer Eigenschaft als Könige von Preußen vor. Da jedoch die preußischen Orden, insbesondere die Kriegsorden, äußerst zahlreich auch an Angehörige anderer Länder vergeben wurden und quasi vom Reichsoberhaupt kamen, erlangten sie bis zu einem gewissen Grade den Charakter und die Bedeutung von Reichsorden; was in besonderer Weise zum Beispiel für das Eiserne Kreuz oder den Pour le Mérite galt, die während des Ersten Weltkrieges nicht nur innerhalb des preußischen Truppenkontingents verliehen wurden, sondern auch an Angehörige des bayerischen, sächsischen, württembergischen etc.

### Weimarer Republik

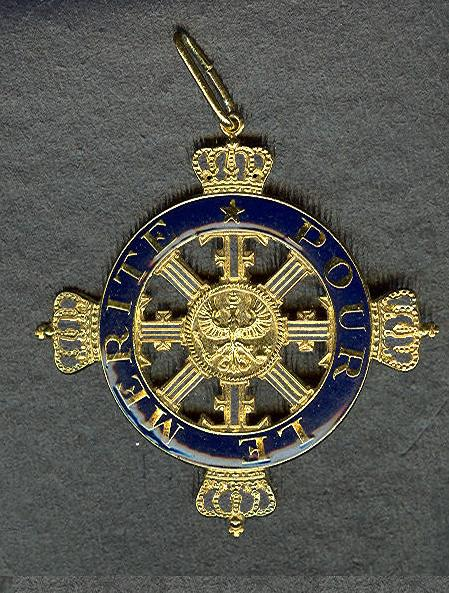
Pour le Mérite für Wissenschaft und Künste. Der traditionsreiche Verdienstorden, der auf eine Stiftung Friedrich Wilhelms IV. von Preußen aus dem Jahre 1842 zurückgeht, verlor mit dem Ende der preußischen Monarchie seinen Souverän, zudem war er durch das Ordensverbot der Weimarer Republik bedroht. Nach einigen Jahren der Ungewissheit gelang es dem Theologen und damaligen Ordenskanzler Adolf von Harnack mit viel Überzeugungsarbeit und Verhandlungsgeschick den Fortbestand des Ordens zu sichern. 1924 ließ die preußische Staatsregierung den Orden als „Freie Vereinigung der Ritter des Ordens Pour le Mérite“ zu, nachdem sie ein Jahr zuvor bereits die Erlaubnis für Zuwahlen erteilt hatte.

Mit der Novemberrevolution fand das deutsche Ordenswesen sein vorläufiges Ende. Gemäß Artikel 109 der Weimarer Reichsverfassung (WRV) vom 11. August 1919 durften Orden und Ehrenzeichen vom Staat nicht mehr verliehen werden und kein Deutscher durfte Titel oder Orden anderer Staaten annehmen. Jedoch wurde das Ordensverbot nicht konsequent durchgesetzt, es ließ Ausnahmen zu und wurde umgangen oder ignoriert.
Auszeichnungen, die bis zum Inkrafttreten der Reichsverfassung erworben wurden, durften weiterhin getragen werden. Vom Verbot ausgenommen waren außerdem nach Art. 175 WRV Verleihungen von Auszeichnungen „für Verdienste in den Kriegsjahren 1914 bis 1919“, die bis dahin unbelohnt geblieben waren. So wurden nach den Richtlinien des Erlasses des letzten preußischen Kriegsministers Walther Reinhardt vom 12. Juli 1919 unter anderen das Eiserne Kreuz noch bis zum Jahr 1925 nachverliehen. Das 1918 gestiftete Verwundetenabzeichen wurde bis zum 31. Dezember 1924 nachverliehen, vorausgegangen war eine Bekanntmachung im Deutschen Reichsanzeiger am 24. Dezember 1918, in der es hieß: „Dieses Abzeichen ist kein Orden oder Ehrenzeichen, es wird nach wie vor verliehen“, wodurch das Ordensverbot umgangen wurde.
Endgültig eingestellt wurde die Verleihung von Kriegsauszeichnungen erst durch Erlass vom 7. März 1925.
Artikel 109 der Reichsverfassung galt nur für staatliche Stellen. Privaten Vereinigungen wie Kriegervereinen, Truppenkameradschaften und Verbänden jeglicher Art standen Stiftung und Verleihung von Auszeichnungen frei, wovon unter anderen aus geschäftlichen Gründen rege Gebrauch gemacht wurde. Es gab eine ganze Reihe nichtstaatlicher Auszeichnungen, Erinnerungs-, Gedenk- und Teilnahmeabzeichen, die nach dem Krieg wie Pilze aus dem Boden schossen und von privaten Vereinigungen, hauptsächlich Veteranenvereinigungen und Freikorps, vergeben wurden, beispielsweise die Kyffhäuser-Denkmünze, der Schlageterschild oder das Langemarkkreuz. (Siehe auch: Liste der Freikorpsauszeichnungen) Dabei handelte es sich jedoch nicht um Orden oder Ehrenzeichen, sie genossen keinerlei rechtlichen Schutz und wurden häufig nach undurchsichtigen Kriterien oder gegen Bezahlung vergeben. Die amtliche Anerkennung als Auszeichnung für das Baltenkreuz und den Schlesischen Adler, beide 1919 gestiftet, wurde erstmals im Mai 1933 durch die Nationalsozialisten ausgesprochen und mit dem Ergänzungsgesetz zum Gesetz über Titel, Orden und Ehrenzeichen von 1934 (RGBl. I. S. 379) gesetzlich verankert. Alle anderen Privatauszeichnungen durften durch die Verordnung zur Ausführung des Gesetzes über Titel, Orden und Ehrenzeichen von 1935 (RGBl. I. S. 1341) nicht mehr getragen werden.
Art. 109 WRV wurde selbst von staatlicher Seite nicht konsequent beachtet, obwohl es allein an diese gerichtet war. Juristisch fragwürdig war die Stiftung des Kolonialabzeichens, am 18. April 1922 durch das Reichsministerium für Wiederaufbau. Das Verbot wurde schließlich dadurch umgangen, dass die ursprünglich geplante Inschrift „Für Verdienste um die deutschen Kolonien“ durch „Südsee-Afrika-Kiautschou“ ersetzt, und so aus dem Ehren- ein Erinnerungszeichen wurde. Auch die Stiftungen des „Erinnerungsabzeichens für die Besatzung der Luftschiffe“ und das „Kampfwagen-Erinnerungsabzeichens“ durch Reichswehrminister Otto Geßler erfolgten ausdrücklich als „Erinnerungsabzeichen“.
Ebenfalls nicht unter das Verbot fielen der am 15. November 1922 durch Reichspräsident Friedrich Ebert gestiftete Adlerschild des Deutschen Reiches, die höchste Auszeichnung der Weimarer Republik, sowie die am 22. März 1932, Goethes hundertstem Todestag, durch Reichspräsident Paul von Hindenburg gestiftete Goethe-Medaille für Kunst und Wissenschaft, da es sich hierbei nicht um tragbare Auszeichnungen handelte, sondern um sogenannte „Vitrinenorden“, die lediglich aufgestellt werden konnten.
Eine weitere Möglichkeit das staatliche Ordensverbot zu umgehen bestand darin, Auszeichnungen die durch nichtstaatliche Körperschaften verliehen wurden staatlich anzuerkennen. So wurde das 1922 gestiftete Ehrenzeichen des Deutschen Roten Kreuzes als ein Ehrenzeichen ausgestaltet, das nicht vom Staat oder einer staatlichen Stelle, sondern mit staatlicher Genehmigung vom Präsidenten des Deutschen Roten Kreuzes verliehen wurde. Das zweiklassige Ehrenzeichen des DRK wurde u. a. innerhalb der Diplomatie eingesetzt um das Fehlen kompatibler Auszeichnungen im internationalen Verkehr zu kompensieren.
Unter weitgehender Duldung der Reichsregierung führten die Länder verschiedene Auszeichnungen neu oder erneut ein, beispielsweise Rettungsmedaillen oder diverse Feuerwehr-Ehrenzeichen. Auch verliehen ehemalige Landesherren weiterhin, nun jedoch als Privatpersonen, ihre Orden und Ehrenzeichen, z. T. bis über das Ende des Zweiten Weltkriegs hinaus. Solche Verleihungen wurden 1937 durch das Gesetz über Titel, Orden und Ehrenzeichen nachträglich legalisiert, sofern sie bis zum 16. November 1935 vorgenommen wurden. Diese Legalisierung betraf jedoch nur das Tragen der Auszeichnungen; eventuell mit einigen Ordensverleihungen verbundene Erhebungen in den persönlichen oder erblichen Adelstand (Nobilitierungen) wurden davon nicht berührt und blieben folglich unwirksam.

### Deutsches Reich in der Zeit des Nationalsozialismus

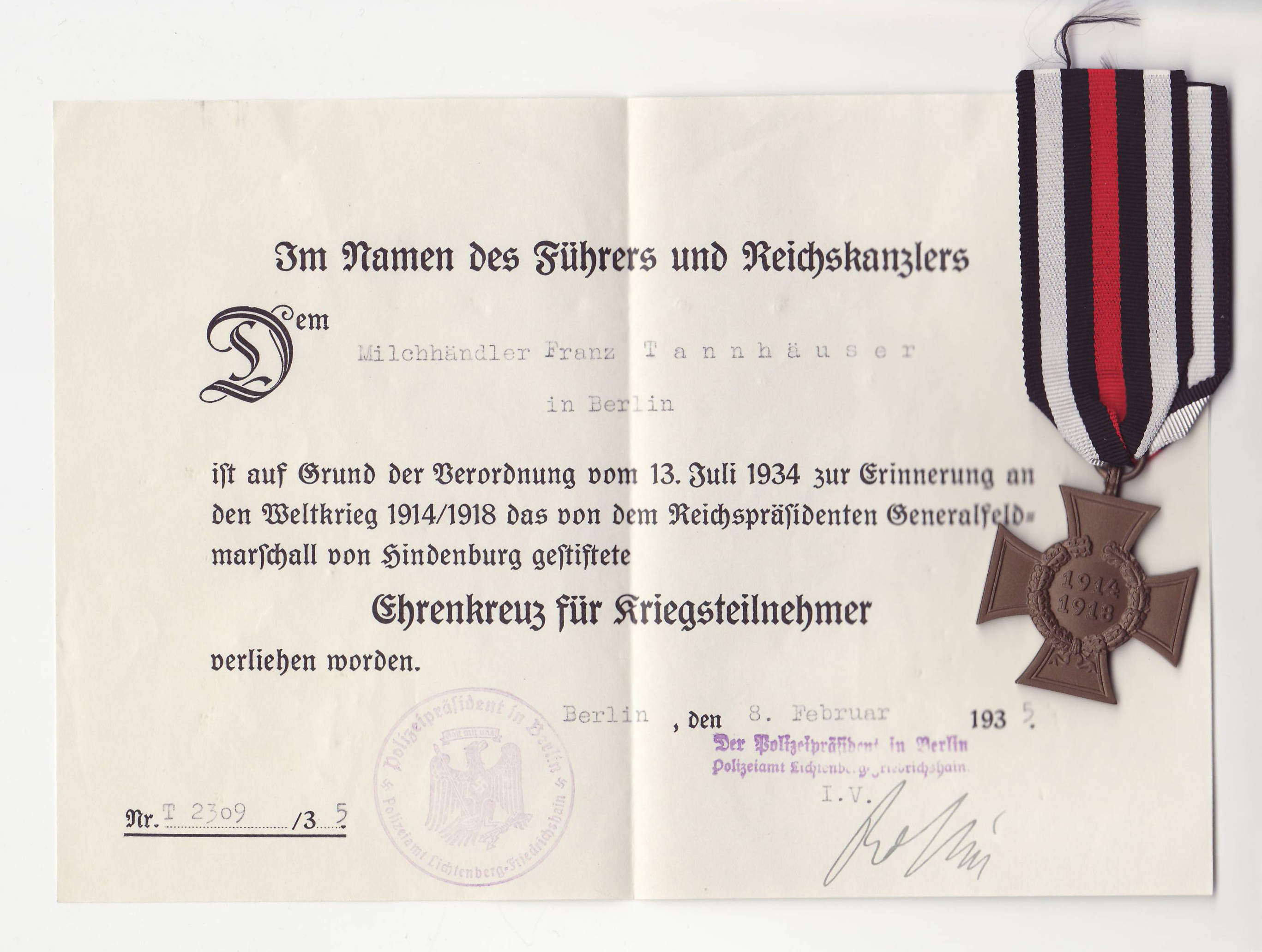
1935 verliehenes Ehrenkreuz für Kriegsteilnehmer 1914/1918

Ganz im Gegensatz zur Weimarer Republik machte das nationalsozialistische Regime umso umfangreicher Gebrauch vom Mittel der Verleihung äußerer Ehren. Die Rechtsgrundlage dafür bildeten nach dem Erlass des Ermächtigungsgesetzes das Gesetz über Titel, Orden und Ehrenzeichen vom 7. April 1933 sowie das Ergänzungsgesetz dazu vom 15. Mai 1934 und schließlich das Gesetz über Titel, Orden und Ehrenzeichen vom 1. Juli 1937.

### Nach 1945
Nach Kriegsende verbot Art. IV des Kontrollratsgesetzes Nr. 8 vom 30. November 1945 das Tragen, Verleihen und Annehmen sämtlicher militärischer und ziviler Orden, Ehrenzeichen und Auszeichnungen jeder Art. Gelockert wurde das Verbot mit dem Gesetz Nr. 7 der Alliierten Hohen Kommission vom 21. September 1949. Die Beschränkungen für die Stiftung und Verleihung neuer Auszeichnungen entfielen. Verboten blieb jedoch das Tragen sämtlicher Orden, Ehrenzeichen, Abzeichen und Rangabzeichen der ehemaligen deutschen Wehrmacht, der NSDAP sowie aller angegliederten oder unterstellten Organisationen, wobei die Besatzungsmächte unter Berufung auf den Wortlaut des maßgeblichen englischen (former german armed forces) bzw. französischen (anciennes forces armées allemandes) Textes unter „deutsche Wehrmacht“ alle früheren deutschen bewaffneten Kräfte verstanden. Infolge dieser Auslegung war faktisch auch das Tragen von Auszeichnungen und Abzeichen aus dem Ersten Weltkrieg verboten. Dieses Verbot blieb auch über das Ende des Besatzungsstatuts hinaus gültig, da gemäß der Pariser Verträge vom 23. Oktober 1954 die von den Besatzungsbehörden erlassenen Rechtsvorschriften „solange in Kraft bleiben, bis sie von dem nunmehr zuständigen deutschen Gesetzgeber aufgehoben werden“.

#### Deutsche Demokratische Republik
Die DDR schuf sich ab dem 7. Oktober 1949 ein eigenständiges Auszeichnungswesen, wobei sie sich am sowjetischen Vorbild orientierte. Bis 1965 existierten bereits nahezu 100 Stiftungen, Orden, Preise, Ehrentitel und verschiedene Medaillen für militärische und zivile Verdienste. Gestaltung, Inhalte und Verleihungsmodalitäten orientierten sich an den Erfordernissen des sozialistischen Aufbaus, entsprachen der politisch-ideologischen Ausrichtung des Staates und spiegelten das Traditionsverständnis der SED-Führung wider. Verschiedenste wirtschaftliche, politische und historische Ereignisse führten häufig zu Änderungen an der Gestaltung der Auszeichnungen und wurden von der SED-Führung zum Anlass genommen neue Auszeichnungen zu stiften. Das staatliche Auszeichnungswesen der DDR deckte nahezu alle gesellschaftlichen Lebensbereiche ab (siehe auch Liste der staatlichen und nichtstaatlichen Auszeichnungen der DDR). Hinzu kamen eine Vielzahl nichtstaatlicher Ehrenzeichen von Parteien, Betrieben und Organisationen. In Verbindung mit einer inflationären Verleihungspraxis führte dies zu einer Entwertung des Auszeichnungswesens der DDR.

#### Bundesrepublik Deutschland

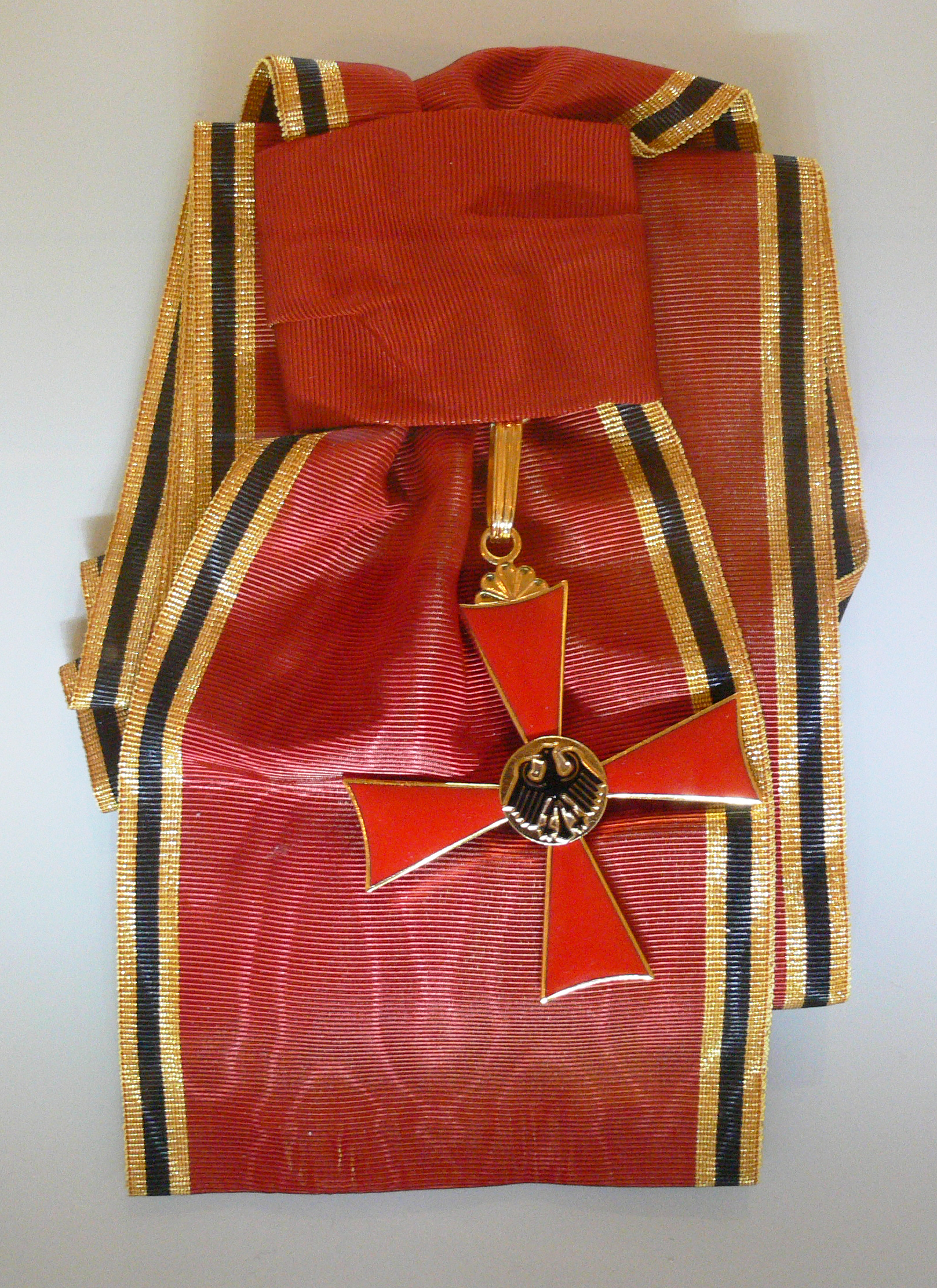
Bundesverdienstkreuz und Schulterband (Teil der Stufe „Großes Verdienstkreuz mit Stern und Schulterband“; der separat zu tragende Stern fehlt auf dem Bild)

In das Grundgesetz für die Bundesrepublik Deutschland wurde das Verbot des Artikels 109 der Weimarer Verfassung nicht übernommen. Daher standen einer Wiederbelebung des Ordenswesens keine rechtlichen Hindernisse im Wege. Allerdings hatte die exzessive Verleihungspraxis des Naziregimes Spuren hinterlassen und dem Ansehen von Orden und Ehrenzeichen in der Bundesrepublik schweren Schaden zugefügt. Dadurch war die Wiederbelebung des Ordenswesens in der Bundesrepublik ein Entschluss von großer politischer Tragweite und keineswegs eine Selbstverständlichkeit. Bundespräsident Theodor Heuss hielt ein Ordensverbot nach Weimarer Vorbild staatlich und psychologisch für einen Fehler und begründete seine Absicht zur Stiftung eines Verdienstordens:

„Das Vertrauen darauf, daß die Menschen ihre Genugtuung allein in dem Bewußtsein finden, ihr Bestes für die Gemeinschaft geleistet zu haben, hat schon oft zu großen Enttäuschungen geführt. Sich die Möglichkeit zu schaffen, außergewöhnliche Leistungen für den Aufbau, die Festigung und den Fortschritt eines staatlichen Gemeinwesens durch eine Ordensauszeichnung anerkennen zu können, ist ein einfaches Gebot der Staatsraison. Staatliche Orden und Ehrenzeichen können dazu beitragen, ein integrierendes Band zwischen dem Staat und seinen Bürgern zu knüpfen, sie können somit die Staatsmoral stützen.“

Gerade aufgrund der schwierigen Lage nach dem Zweiten Weltkrieg konnte und wollte die junge Bundesrepublik nicht auf den Integrationswert von Orden und Ehrenzeichen verzichten. Hinzu kamen außenpolitische Erwägungen, da sich fast alle Staaten, egal welcher politischer Ausrichtung, im diplomatischen Verkehr eines Systems staatlicher Ehrungen in Form von Orden bedienen. Am 7. September 1951 stiftete Heuss den Verdienstorden der Bundesrepublik Deutschland: „In dem Wunsche verdienten Männern und Frauen des Deutschen Volkes und Auslandes Anerkennung und Dank sichtbar zum Ausdruck zu bringen […] die im Bereich der politischen, der wirtschaftlich-sozialen und der geistigen Arbeit dem Wiederaufbau des Vaterlandes dienten.“
Diese Stiftung war unter Staatsrechtlern nicht ganz unumstritten, der Disput entzündete sich an der Frage nach ihrer rechtlichen Grundlage. Zwar war man überwiegend der Auffassung, dass das Gesetz über Titel, Orden und Ehrenzeichen vom 1. Juli 1937 den Zusammenbruch des NS-Regimes nicht überdauert habe, da es, weil vollständig auf dessen Werteordnung und die Machtvollkommenheit des Führers zugeschnitten, durch die Artikel 123ff. GG der Rezeption in geltendes Recht entzogen sei. Ungeklärt jedoch war, ob der Bundespräsident das Recht, Orden und Ehrenzeichen zu stiften und zu verleihen, ipso iure besitzt, es sich also aus der Natur seines Amtes herleitet, oder ob er dazu einer Ermächtigung durch den Gesetzgeber bedarf, da derart weitreichende Veränderungen der Rechtslage den Handlungsrahmen der Exekutive überschreiten. Das Gesetz über Titel, Orden und Ehrenzeichen vom 26. Juli 1957 setzte der Debatte schließlich ein Ende und legalisierte die bisherigen Stiftungen. Orden aus der Zeit zwischen 1933 und 1945 dürfen nur ohne die nationalsozialistischen Embleme wie Hakenkreuz und SS-Rune getragen werden. Militärische Auszeichnungen aus dem Ersten und Zweiten Weltkrieg, auch von ehemals verbündeten Staaten verliehene Orden, dürfen nur getragen werden, wenn diese im Gesetz ausdrücklich aufgelistet sind. Für die geänderten Fassungen der Orden aus der Zeit zwischen 1933 und 1945 wurden vom Bundesinnenminister ausführliche Bestimmungen erlassen, in denen sämtliche Orden, deren Aussehen für das öffentliche Tragen geändert werden muss, abgebildet sind.
Nicht nur der Bund, sondern auch die Länder haben nach dem Zweiten Weltkrieg bzw. nach der Wende wieder zahlreiche Orden und Ehrenzeichen eingeführt. In einigen Fällen wurden schon im 19. und frühen 20. Jahrhundert bestehende Auszeichnungen reaktiviert, etwa die 1818 gestiftete Staatsmedaille für Land- und Forstwirtschaft in Baden-Württemberg, die 1843 gestiftete Bremische Ehrenmedaille in Gold, der 1853 gestiftete Bayerische Maximiliansorden für Wissenschaft und Kunst, die 1908 gestiftete Bremische Rettungsmedaille oder die 1918 noch vor Kriegsende gestiftete Hamburgische Rettungsmedaille. Eine weiterführende Übersicht zu den Orden und Ehrenzeichen der Länder bietet die Liste der deutschen Orden und Ehrenzeichen#Orden und Ehrenzeichen der Bundesländer.

## Das Auszeichnungswesen in der Schweiz
Siehe auch: Liste der Schweizer Orden und Ehrenzeichen.
Die Schweiz gilt gemeinhin als einer der wenigen Staaten, die an ihre Staatsbürger keine Orden verleihen. Artikel 12 der Bundesverfassung vom 12. September 1848 besagte, dass „die Mitglieder der Bundesbehörden, die eidgenössischen Civil- und Militärbeamten und die eidgenössischen Repräsentanten oder Kommissarien von auswärtigen Regierungen weder Pensionen oder Gehalte, noch Titel, Geschenke oder Orden annehmen dürfen“. Diese Bestimmung wurde auch in die Nachfolgeverfassungen von 1874 und 1999 übernommen. Ausgenommen ist die Schweizer Armee, die Auszeichnungen verleiht.
Ehrende Auszeichnungen der Kantone sind hingegen bekannt, beispielsweise im Kanton Zürich die Goldene Ehrenmedaille und der Silberne Löwe.

## Zitate
„Titel und Orden halten manchen Puff ab im Gedränge.“ (Johann Wolfgang von Goethe)
„Orden sind Wechselbriefe, gezogen auf die öffentliche Meinung: ihr Werth beruht auf dem Kredit des Ausstellers.“ (Arthur Schopenhauer)
„Orden werden verdient, erdient, erdienert oder erdiniert.“ (Helmuth Karl Bernhard von Moltke)
„Was ist ein Orden? Ein kostensparender Gegenstand, der es ermöglicht, mit wenig Metall viel Eitelkeit zu befriedigen.“ (Aristide Briand)
„Den ersten Orden bekommt man, weil man noch keinen hat; alle weiteren, weil man schon einen hat.“ (Gustav Heinemann)
„Mir tun alle leid, die sich ohne Orden an der Brust halb nackt fühlen.“ (Gustav Heinemann)
„Ein Orden ist eine kleine Metallscheibe, die zum Lohn für mehr oder weniger echte Tugenden, Leistungen oder Dienst vergeben wird.“ (Ambrose Bierce)

### Historische Literatur
- Christian Gryphius: Kurtzer Entwurff Der Geist- und Weltlichen Ritter-Orden. Fritsch, Leipzig 1697, 2. Auflage: Bauch, Leipzig / Breslau 1709.
- E. M. Perrot: Vom Hosenbandorden zur Ehrenlegion. Die historischen Ritter- und Verdienstorden Europas. Nachdruck der Ausgabe von 1821. Mit einem Nachwort von Armin Wolf. Harenberg, Dortmund (= Die bibliophilen Taschenbücher. Band 220).
- Maximilian Gritzner: Handbuch der Ritter- und Verdienstorden aller Kulturstaaten der Welt innerhalb des XIX. Jahrhunderts. Autengruber, Leipzig 1998, ISBN 978-3-932543-42-5. (Nachdruck der Ausgabe von 1893, Digitalisat des Originals im Internet Archive).
- Ernst August Prinz zur Lippe: Orden und Auszeichnungen in Geschichte und Gegenwart. Keysersche Verlagsbuchhandlung, Heidelberg / München 1958.
- Wie trage ich meine Orden? Broschüre, Berlin um 1925. (Digitalisat)

### Rechtsquellen
- Bundesverfassung der Schweizerischen Eidgenossenschaft vom 12. September 1848 verfassungen.de/
- Paulskirchenverfassung, Verfassung des deutschen Reiches vom 28. März 1849 verfassungen.de/
- Weimarer Reichsverfassung (Online)
- Gesetz über Titel, Orden und Ehrenzeichen vom 7. April 1933 (RGBl. I. S. 180) verfassungen.de/
- Ergänzungsgesetz zum Gesetz über Titel, Orden und Ehrenzeichen vom 15. Mai 1934 (RGBl. I. S. 379) (Online)
- Verordnung zur Ausführung des Gesetzes über Titel, Orden und Ehrenzeichen vom 14. November 1935 (RGBl. I. S. 1341) onb.ac.at
- Verordnung zur Änderung der Verordnung zur Ausführung des Gesetzes über Titel, Orden und Ehrenzeichen vom 17. März 1936 (RGBl. I. S. 178) onb.ac.at
- Gesetz über Titel, Orden und Ehrenzeichen vom 1. Juli 1937 (RGBl. I. S. 725) verfassungen.de
- Kontrollratsgesetz Nr. 8 vom 30. Oktober 1945. In: Amtsblatt des Kontrollrats in Deutschland, Nummer 2 vom 30. November 1945, S. 33, Digitalisat der Deutschen Nationalbibliothek: urn:nbn:de:101:1-201301314932.
- Gesetz über Titel, Orden und Ehrenzeichen vom 26. Juli 1957 (BGBl. I. S. 844) gesetze-im-internet.de